# Кумулятивные боеприпасы

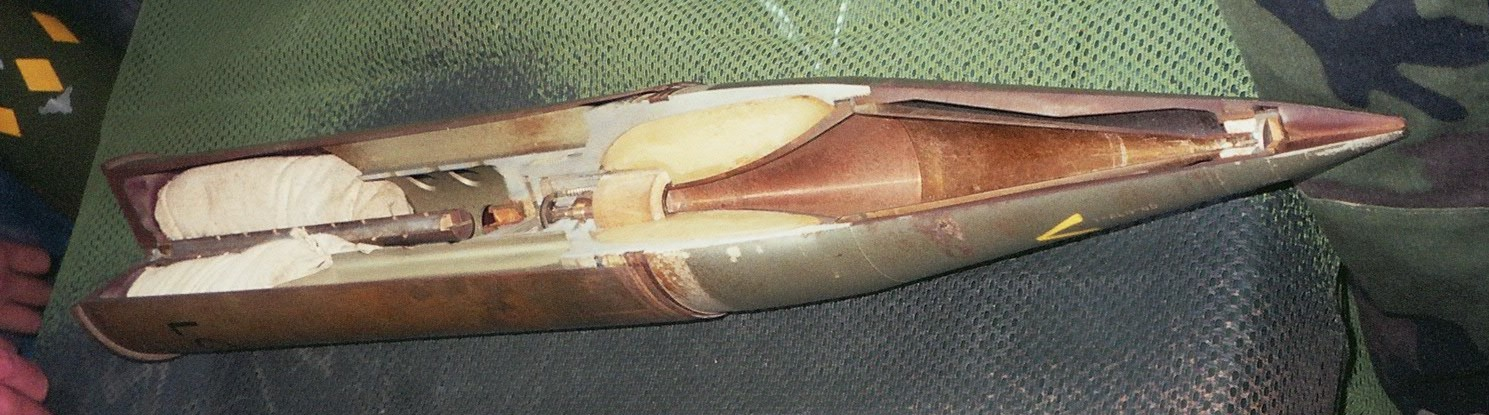
Унитарный выстрел с кумулятивным снарядом в разрезе

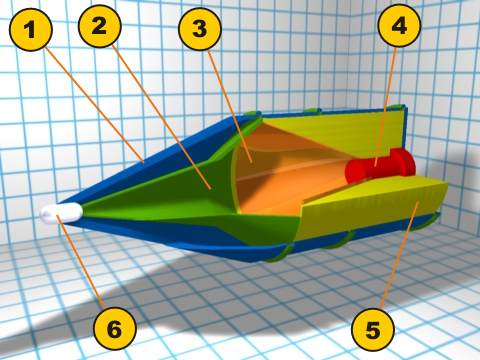
Устройство кумулятивного снаряда:
,
,
,
,
,
.

 Кумулятивные боеприпасы  — артиллерийские и прочие боеприпасы основного назначения с зарядом кумулятивного действия.
Кумулятивные боевые припасы (снаряды, бомбы, гранаты и так далее) предназначены для поражения броневых подвижных и стационарных целей (автоброневиков, танков, БМП, БТР и так далее, и железобетонных фортификационных сооружений).

Кумулятивные боеприпасы могут применяться для уничтожения бронетехники и гарнизонов долговременных фортификационных сооружений путём создания узконаправленной струи продуктов взрыва с высокой пробивной способностью: при взрыве из материала облицовки специальной выемки во взрывчатом веществе формируется тонкая кумулятивная струя, находящаяся в состоянии сверхпластичности, направленная вдоль оси выемки. При встрече с препятствием струя создает большое давление и пробивает броню. Мощность действия снаряда определяется количеством и характеристиками ВВ, формой кумулятивной выемки, материалом её облицовки и другими факторами.

## Конструкция

Схема кумулятивно-осколочного снаряда (танковый боеприпас).
Под номерами: 1 — корпус, 2 — обтекатель, 3 — защита кумулятивной воронки, 4 — аппаратура взрывателя, 5 — кумулятивная воронка, 6 — взрывчатое вещество, 7 — стабилизаторы, 8 — инициирующий заряд

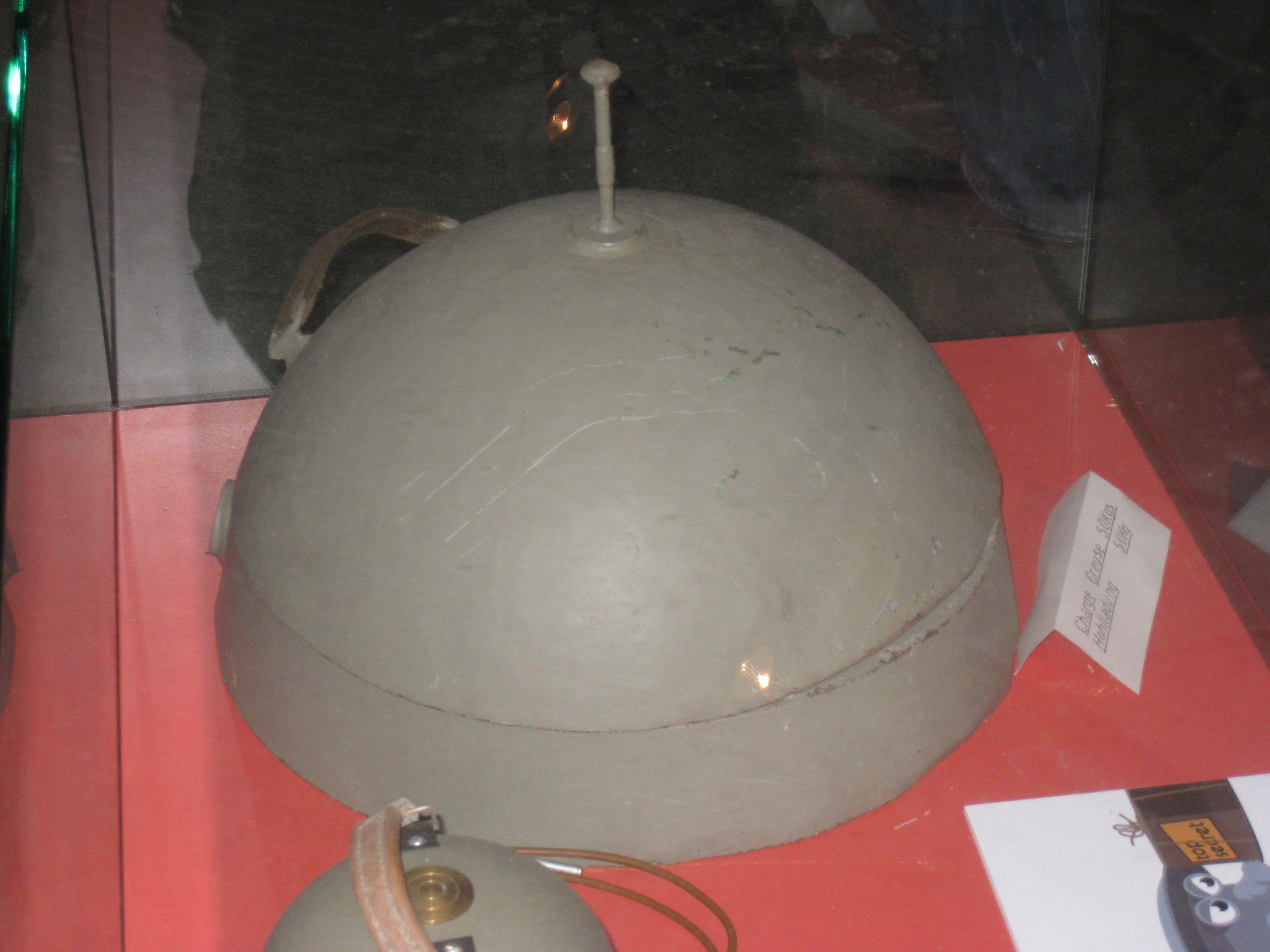
H 50 (Hohlladung 50 kg) — один из первых серийных инженерных кумулятивных зарядов. Применялся для разрушения оборонительных укреплений во время второй мировой войны.

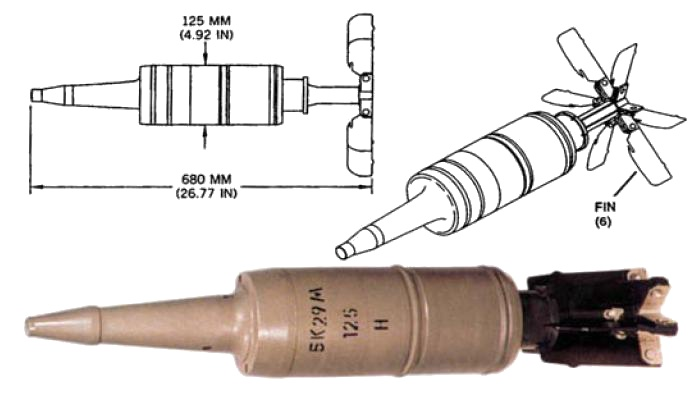
Современный гладкоствольный кумулятивный 125-мм снаряд 3БК29

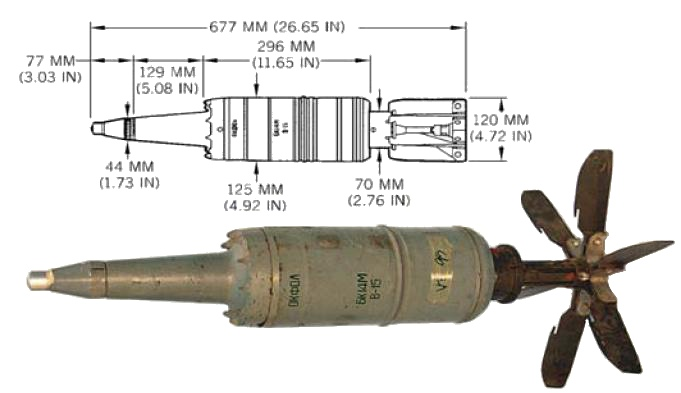
Современный пушечный 125-мм снаряд БК-14М

Состояние сверхпластичности характерно для металлов и керамик с мелким размером зерна, обычно меньше 20 микрон. Кроме достаточно мелкого зерна, от материала для достижения состояния сверхпластичности требуется высокая однородность распределения по объёму термопластичных компонентов, которые связывают между собой границы зерен в процессе пластического течения, позволяя материалу сохранять свою кристаллическую структуру. Сверхпластичность обычно наступает при температурах, превышающих половину температуры плавления по абсолютной шкале.
По принадлежности кумулятивные боеприпасы классифицируются на:
- ракетно-артиллерийские (Кумулятивные снаряды, ракеты, крылатые ракеты);
- авиационные (бомбы, ракеты);
- морские (противокорабельные ракеты оборудованные фугасно-кумулятивной БЧ, торпеды);
- стрелковые (ручные гранаты, гранатомётные гранаты, выстрелы);
- инженерные (мины и проч.);

Артиллерийские и стрелковые кумулятивные боеприпасы делятся на собственно кумулятивные и «универсальные» осколочно-кумулятивные боеприпасы имеющие несколько меньшую бронепробиваемость, но гораздо большую противопехотную эффективность.

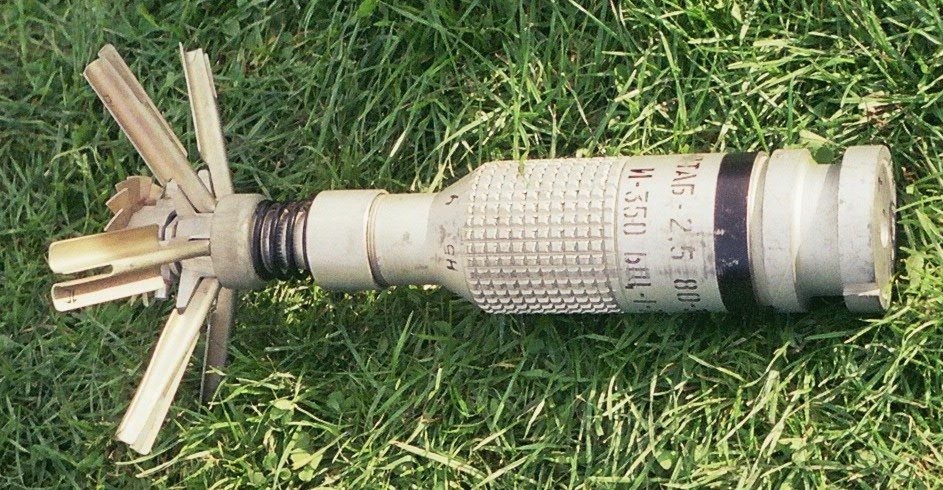
Кумулятивно-осколочный суббоеприпас ПТАБ-2,5КО[пол.]

### Кумулятивный снаряд

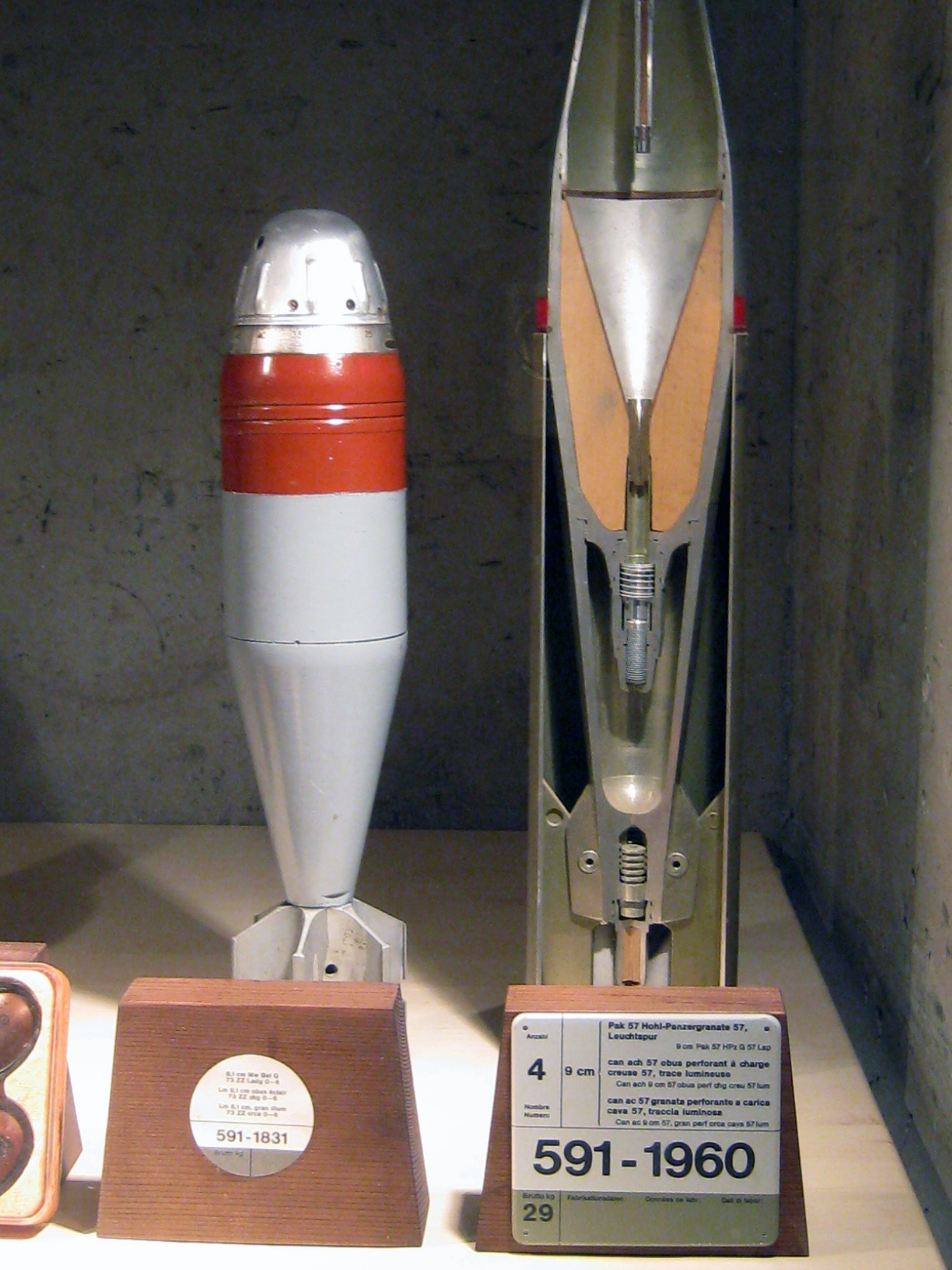
Слева — осветительная мина калибра 81 мм; справа — кумулятивный снаряд пушки Pak 57, Швейцария.

Кумулятивный снаряд состоит из корпуса, разрывного заряда, кумулятивной выемки и детонатора (Иногда также трассёра). Для качества разрывного заряда используются бризантные взрывчатые вещества, имеющие высокую скорость детонации (гексоген и другие, а также их смеси и сплавы с тротилом в различных пропорциях). Бронепробиваемость кумулятивного снаряда зависит от формы, размеров и материала облицовки кумулятивной выемки, массы и свойств разрывного заряда, времени срабатывания детонационной цепи (конструкции детонатора), скорости вращения снаряда, угла встречи его с препятствием, характеристик брони.
Вращение кумулятивного снаряда приводит к рассеиванию и преждевременному разрушению кумулятивной струи под действием центробежной силы и снижение её бронепробиваемости. Поэтому в некоторых кумулятивных снарядах нарезных пушек для исключения вращения предполагается прокрутка кумулятивного узла или ведущего пояска относительно корпуса снаряда. Другой вариант повышения бронепробиваемости кумулятивного снаряда — применение гладкоствольных пушек. Танковая пушка в большинстве случаев используется для стрельбы прямой наводкой по настильной траектории (в отличие от самоходных артиллерийских установок). Современные танковые пушки могут быть как нарезными, так и гладкоствольными. В последнее время приоритет отдаётся гладкоствольным танковым пушкам, так как вращение негативно сказывается на эффективности кумулятивных боеприпасов, нарезка также затрудняет пуск ракет из канала ствола. Однако нарезные пушки имеют значительно бо́льшую точность стрельбы на больших (свыше 2 км) дистанциях. Для стабилизации на полёте невращательные кумулятивные снаряды имеют калиберное или надкалиберное оперение; последнее раскрывается после выхода снаряда из канала ствола. Такие устройства способствуют повышению эффективности кумулятивных снарядов, но усложняют конструкцию. Бронепробиваемость кумулятивных снарядов (вращающихся) обычно около двух калибров, невращающихся — около четырёх и более (например, в боекомплект орудия 2А60 входят кумулятивные невращающиеся снаряды 3БК19, пробивающие до 600 мм гомогенной броневой стали).

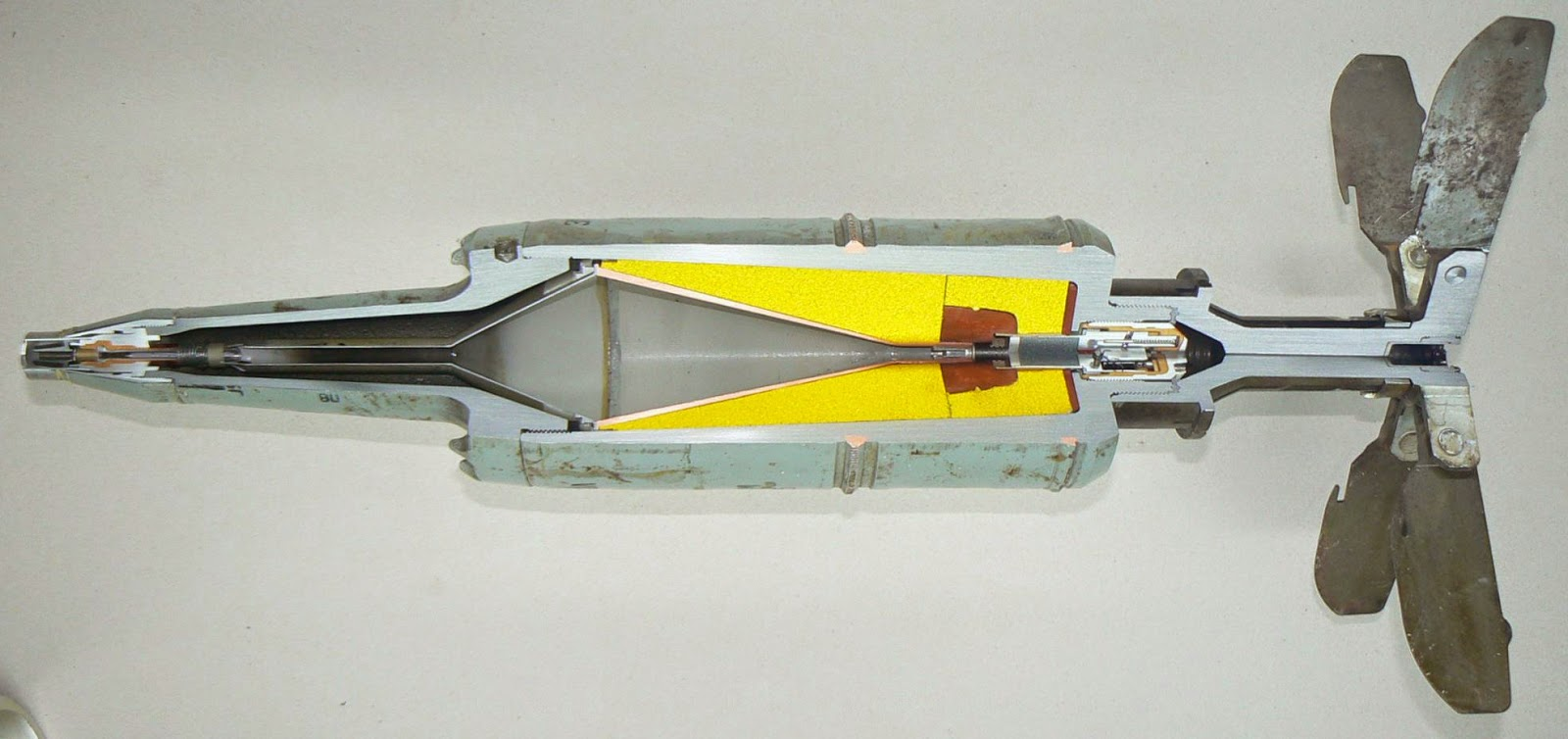
БК-14м.

Современные 125-мм кумулятивные снаряды имеют боевую часть с кумулятивным зарядом, которая размещается в цилиндрическом корпусе снаряда, оснащённого обтюрирующими поясками. В головной части снаряда за вынесенным вперёд взрывателем размещается удлинённая головка для обеспечения подрыва БЧ на оптимальном расстоянии от брони. На вариантах с тандемной БЧ в головке также размещается первичный кумулятивный заряд, вызывающий преждевременное срабатывание динамической защиты или же снижение эффективности разнесённой брони. Стабилизация снаряда в полёте обеспечивается шестью лопастями, размещёнными в хвостовой части снаряда, в корпусе стабилизатора. Лопасти закреплены шарнирно при помощи осей и удерживаются в сложенном состоянии предохранительным кольцом. Во время выстрела оно разрушается, высвобождая лопасти, которые, раскрывшись, принимают форму надкалиберного оперения.

### Тандемная кумулятивная БЧ

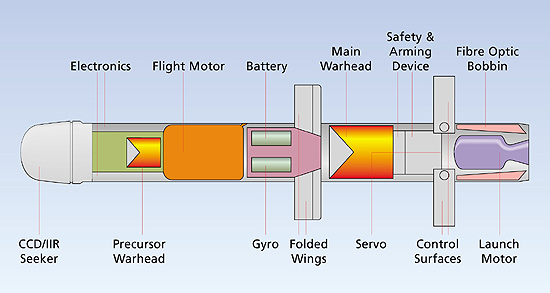
Компоновка ПТРК Spike — головка самонаведения ракеты расположена в носовой части, за ней находится предзарядное кумулятивное устройство, за которым размещён маршевый двигатель, за центральным отсеком находится основная кумулятивная боевая часть ракеты.

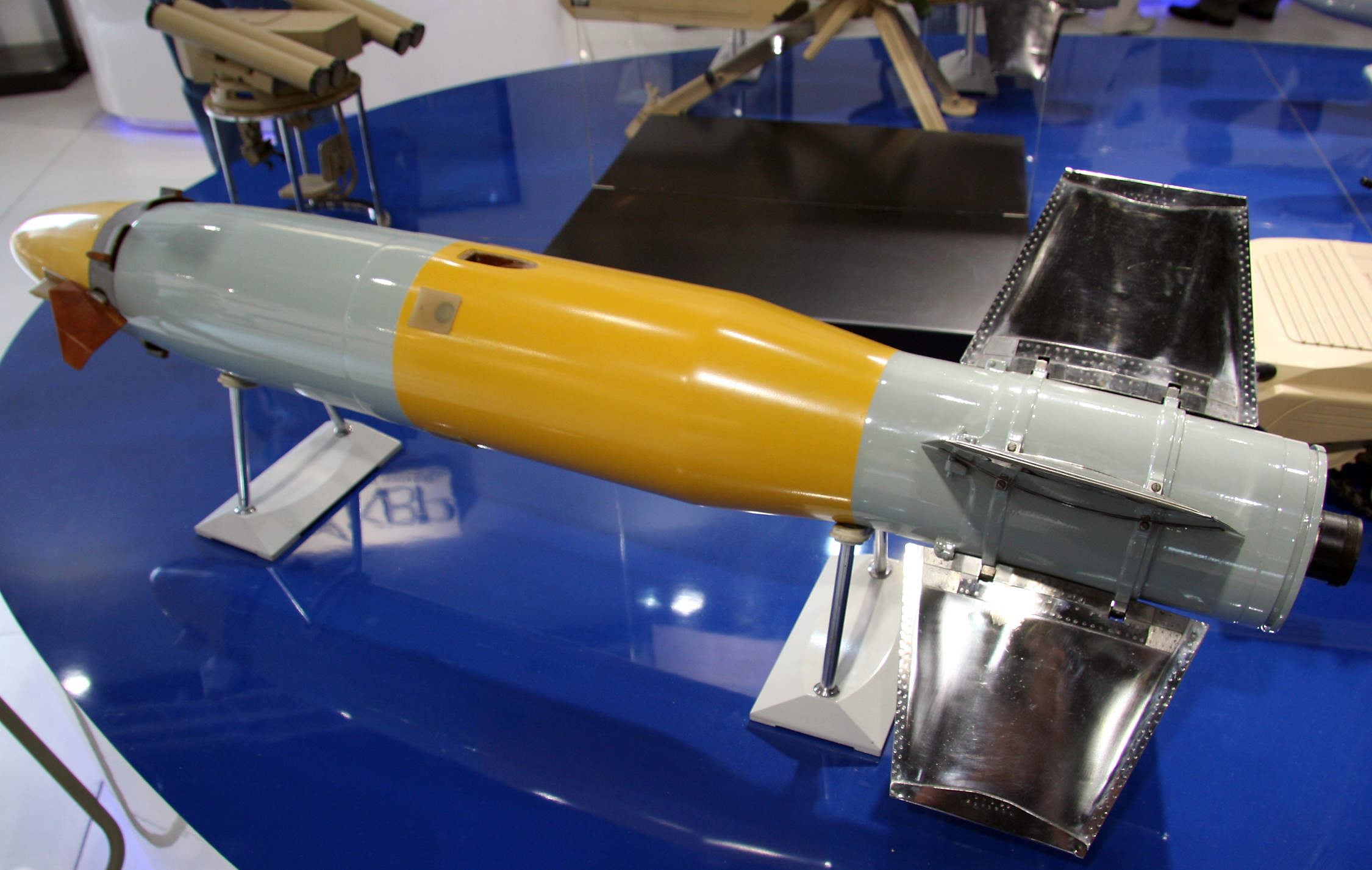
ПТУР 9М133 оснащена тандемной кумулятивной боевой частью, основная боевая часть расположена позади ракетного двигателя для обеспечения необходимого фокусного расстояния при формировании кумулятивной струи. С этой же целью корпус твердотопливного ракетного двигателя выполнен кольцеобразной формы с полым центральным каналом для прохождения сквозь него высокоскоростной струи.

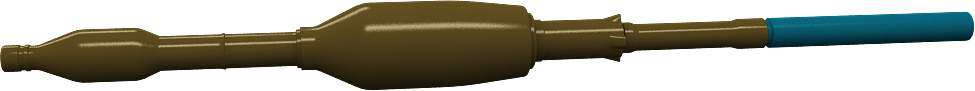
ПГ-7ВР современная гранатомётная граната для РПГ-7, оснащена тандемной кумулятивной боевой частью. Бронепробиваемость, ДЗ + 650 мм.

Кумулятивная боевая часть явилась очень эффективным средством поражения бронированной техники. Однако, во-первых, у неё есть один существенный недостаток. Бронепробиваемость существенно зависит от длины формируемой струи металла. А та, в свою очередь, от диаметра заряда. Практически величины бронепробиваемости лежат в пределах 1,5—4 диаметра заряда. Поэтому бронепробиваемость одним кумулятивным зарядом, как правило, не превышает 500—600 мм брони. Во-вторых, сразу начались поиски приемов защиты от кумулятивных зарядов и они были разработаны. Основными способами защиты стали комбинированное бронирование и динамическая защита. В первом случае броня представляет собой две броневые плиты с расположенным внутри жаропрочным материалом. В настоящее время конструкторы также стараются интегрировать противокумулятивный экран в корпус бронетехники, например, в современных российских танках, помимо многослойной разнесённой брони, противокумулятивными экранами служат резинотканевые бортики, защищающие подвеску и борта, а также топливные баки на надгусеничных полках. Происходит инициирование кумулятивной струи на большем расстоянии от основной брони, и струя гасится при столкновении с верхними слоями. Тем самым как бы увеличивается эффективная толщина брони (свыше 500 мм).
Основной принцип динамической защиты — разрушение кумулятивной струи выстреливаемой металлической пластиной.
Поэтому для противодействия такой защите и увеличения бронепробиваемости была разработана тандемная кумулятивная часть. Фактически это две расположенные друг за другом обычные кумулятивные боевые части. Происходит последовательное формирование двух кумулятивных струй. Тем самым увеличивается бронепробиваемость, Уменьшается потребный диаметр заряда и сводятся на нет усилия по пассивному увеличению толщины брони (бронепробиваемость тандемной боевой части достигает 1200—1500 мм). В случае динамической защиты происходит разрушение и ослабление первой кумулятивной струи, а вторая не теряет своей разрушающей способности. Бронепробиваемость такого боеприпаса измеряется в мм брони после поражения устройства динамической защиты (за ДЗ или ДЗ+).
Изыскания в этом направлении продолжаются и сейчас:

Экспериментальный кумулятивный боеприпас (по некоторым данным, индекс снаряда 3БК-31) был впервые представлен на выставке ВТТВ-97 в Омске. Его разрез демонстрирует уникальную конструкцию снаряда, включающую кумулятивный предзаряд, канал в центральном заряде для беспрепятственного прохождения кумулятивной иглы хвостового, и т. д. Бронепробиваемость снаряда указана как 800 мм, что было проиллюстрировано разрезом мишени, пробитой именно на такую глубину. Судя по разрезу, разработчики видимо преднамеренно развели оси кумулятивных зарядов, чтобы игла центрального заряда не была вынуждена пробивать тормозящуюся броней иглу хвостового. Если цвет кумулятивных выемок на разрезе аутентичен, это также означает что облицовка сделана не из меди, и может иметь улучшенную бронепробиваемость по комбинированным преградам.

Снаряд предназначен для поражения машин, оснащенных ДЗ и современным многослойным бронированием; предзаряд парирует ДЗ, первый срабатывающий заряд разрушает комбинированную защиту и начинает пробитие, и наконец последний обеспечивает пробитие и поражение цели. Последовательность срабатывания зарядов: головной предзаряд -> хвостовой заряд -> центральный заряд.— 
Сравнение комплексов ПТРК с тандемными боевыми кумулятивными частями
|                                                                                              | «Стугна-П» | «Корнет»                                | «FGM-148 Javelin»                             | «Milan ER»                | «ERYX»                 | «Spike-LR»                                                                | «Type 01 LMAT»                                |
| -------------------------------------------------------------------------------------------- | --- | --------------------------------------- | --------------------------------------------- | ------------------------- | ---------------------- | ------------------------------------------------------------------------- | --------------------------------------------- |
| Внешний вид                                                                                  | |                                         |                                               |                           |                        |                                                                           |                                               |
| Год принятия на вооружение                                                                   | 2011 | 1998                                    | 1996                                          | 2011                      | 1994                   | 1997                                                                      | 2001                                          |
| Калибр, мм                                                                                   | 130 (152) | 152                                     | 127                                           | 125                       | 137                    | н/д                                                                       | 120                                           |
| Минимальная дальность стрельбы, м:                                                           | 100 | 100                                     | 75                                            | 25                        | 50                     | 200                                                                       | н/д                                           |
| Максимальная дальность стрельбы, м: * днём * ночью, с использованием тепловизионного прицела | 5000 3000 | 5500 3500                               | 2500 н/д                                      | 3000 н/д                  | 600 н/д                | 4000 3000                                                                 | 2000 н/д                                      |
| Боевая часть                                                                                 | тандемная кумулятивная, осколочно-фугасная с ударным ядром                                                          | тандемная кумулятивная, термобарическая | тандемная кумулятивная                        | тандемная кумулятивная    | тандемная кумулятивная | тандемная кумулятивная                                                    | тандемная кумулятивная                        |
| Бронепробиваемость гомогенной брони за ДЗ, мм                                                | 800+/60 (1100+)/120                                                                                                 | 1200—1300                               | 700                                           | н/д                       | 900                    | 700                                                                       | н/д                                           |
| Система управления                                                                           | по лазерному лучу, с сопровождением цели в автоматическом режиме; с пульта дистанционного управления, по телеканалу | полуавтомат., по лазерному лучу         | самонаведение при помощи инфракрасной головки | полуавтомат., по проводам | полуавт., по проводам  | самонаведение при помощи инфракрасной головки; волоконно-оптическая линия | самонаведение при помощи инфракрасной головки |
| Максимальная скорость полёта ракеты, м/с                                                     | 200 (220) | 180                                     | 290                                           | 200                       | 245                    | 180                                                                       | н/д                                           |
| Длина ТПК, мм                                                                                | 1360 (1435) | 980                                     | 1080                                          | ~1200                     | 920                    | н/д                                                                       | 970                                           |
| Масса ПТУР в ТПК                                                                             | 29,5 (38) | 29                                      | 15,9                                          | 13,0                      | 13,0                   | 14,0                                                                      | н/д                                           |
| Масса комплекса боевая, кг                                                                   | 47 кг | 29                                      | 22,4                                          | 34,0                      | 26,0                   | 27,0                                                                      | 17,5                                          |

## История
После нападения Германии летом 1941 года одним из неприятных сюрпризов для Красной армии стало применение немцами кумулятивных боеприпасов. На подбитых танках обнаруживались пробоины с оплавленными краями, поэтому снаряды получили название «бронепрожигающих». Теоретически такого эффекта можно было достичь высокотемпературными термитными смесями (они на тот момент уже применялись, например, для сварки рельсов в полевых условиях). Но попытка тогда же воспроизвести «бронепрожигающий» снаряд по описанию его действия провалилась, прожигание брони термитными шлаками проходило слишком медленно и не достигало нужного эффекта.
Ситуация изменилась, когда были захвачены немецкие кумулятивные боеприпасы. И хотя сам по себе кумулятивный эффект был известен давно, однако ранее практическая реализация этого эффекта для пробивания брони столкнулась с рядом непреодолимых препятствий. Тонкость была в двух моментах: облицовке выемки и взрывателе мгновенного действия.
23 мая 1942 года на Софринском полигоне были проведены испытания кумулятивного снаряда к 76-мм полковой пушке, разработанного на основе трофейного немецкого снаряда. По результатам испытаний 27 мая 1942 новый снаряд был принят на вооружение. В 1942 году также был создан 122-мм кумулятивный снаряд, принятый на вооружение 15 мая 1943 года. Кумулятивные бомбы использовались при Битве на Курской дуге (5 июля - 23 августа 1943 г.) в виде авиабомб ПТАБ - 50, пробивая броню «Тигров» до 130 мм.
Во время войны кумулятивные снаряды наиболее активно использовались в полковой артиллерии РККА, поскольку они сильно повышали противотанковые возможности орудия (обычный бронебойный снаряд имел очень низкую бронепробиваемость из-за невысокой начальной скорости), а для дивизионной артиллерии выигрыш в бронепробиваемости кумулятивного снаряда по сравнению со штатным бронебойным на дистанции боя ближе 500 метров был невелик (дивизионные 76-мм пушки также могли использовать и более эффективные подкалиберные боеприпасы). К тому же взрыватели кумулятивных снарядов были окончательно отработаны только к концу 1944 года, а до этого времени использование кумулятивных снарядов в дивизионной артиллерии было запрещено вследствие опасности разрыва снаряда в канале ствола по причине преждевременного срабатывания взрывателя. Кумулятивные снаряды, имевшие бронепробиваемость порядка 70—75 мм, появились в боекомплекте полковых орудий с 1943 года, а до этого времени при борьбе с танками использовались обычные бронебойные снаряды, а ещё чаще — шрапнель, поставленная «на удар».

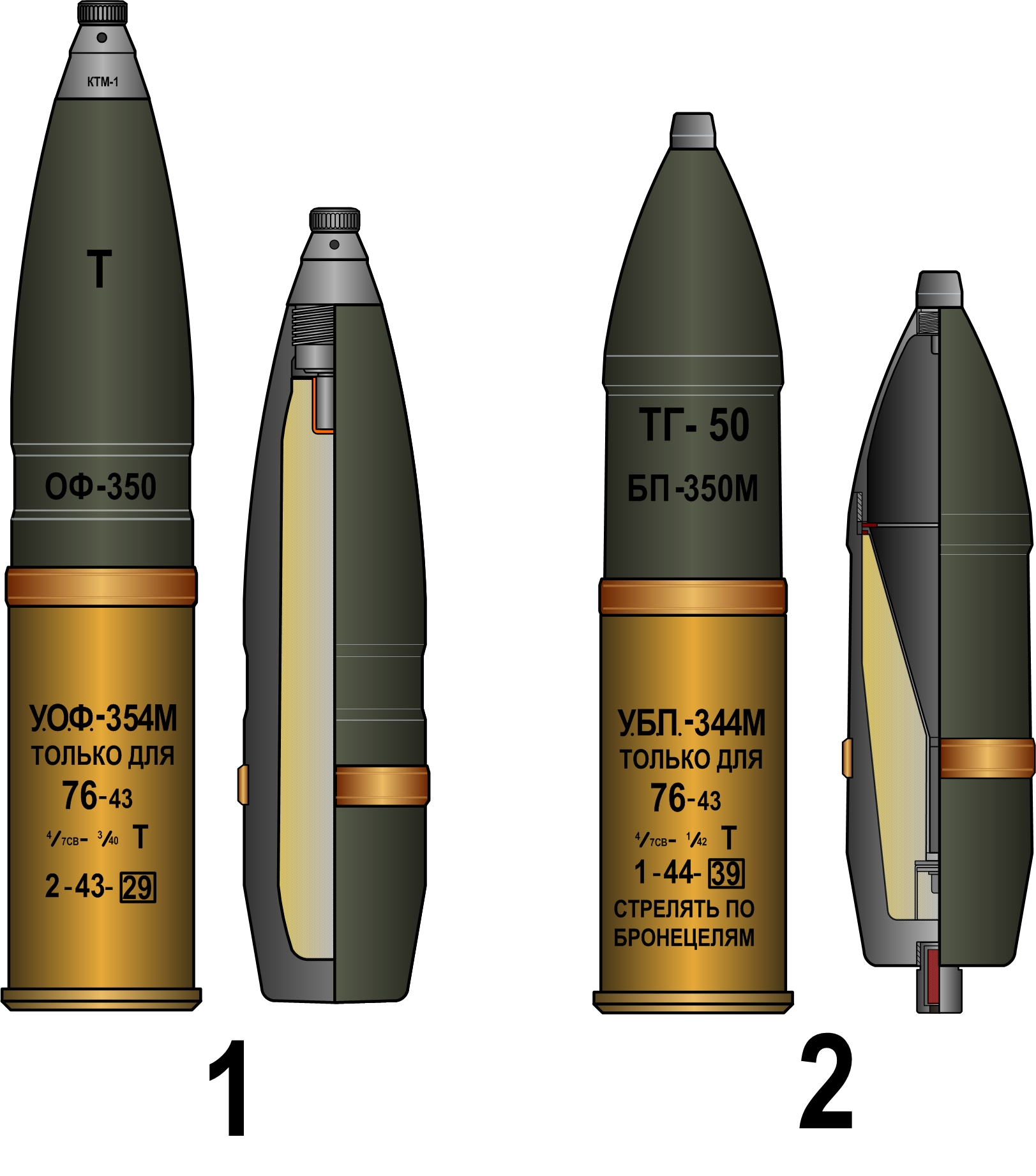
Боеприпасы к 76-мм полковой пушке образца 1943 года.
2. Кумулятивный снаряд

Разработанное в 1942—1943 гг. лёгкое полковое орудие 76-мм полковая пушка образца 1943 года заменило устаревшую 76-мм полковую пушку обр. 1927 г. Кумулятивные (в терминологии военного периода — бронепрожигающие) снаряды имелись двух типов — стальной БП-350М (бронепробиваемость до 100 мм) и сталистого чугуна БП-353А (бронепробиваемость около 70 мм). Оба снаряда комплектовались взрывателем БМ мгновенного действия. Кумулятивные снаряды предназначались для стрельбы исключительно по бронетехнике, рекомендуемая дальность стрельбы — до 500 м. Стрельба кумулятивными снарядами на дистанции свыше 1000 м воспрещалась вследствие её малоэффективности по причине большого рассеивания снарядов. Невысокая настильность огня (то есть малая дальность прямого выстрела, когда можно пренебречь кривизной траектории при прицеливании), а также значительное время полёта, порядка 2—4 секунд, дополнительно затрудняли ведение точного огня по удалённым свыше 500 метров целям, в особенности подвижным.
Основным вооружением СУ-122 была модификация М-30С нарезной 122-мм дивизионной гаубицы обр. 1938 г. (М-30). Кумулятивный снаряд БП-460А пробивал под углом 90° броню толщиной до 100—160 мм (в разных источниках приводятся разные данные, по ходу его совершенствования применялись разные материалы облицовки воронки, от которых зависела пробивная способность кумулятивной струи). Однако, несмотря на практически отсутствующую для этого типа боеприпасов зависимость бронепробиваемости от дистанции до цели, большое рассеивание кумулятивных снарядов у гаубицы М-30 и, соответственно, низкая кучность делала приемлемой вероятность попадания только на расстоянии до 300 м. Поэтому эффективно использовать против танков СУ-122 можно было только в условиях боя в населённом пункте или из засады. В 1943 году остро стоял вопрос борьбы с тяжёлыми немецкими танками на дистанциях порядка 1 км и более, что и стало причиной снятия с производства СУ-122, несмотря на все её преимущества в других областях боевого применения.

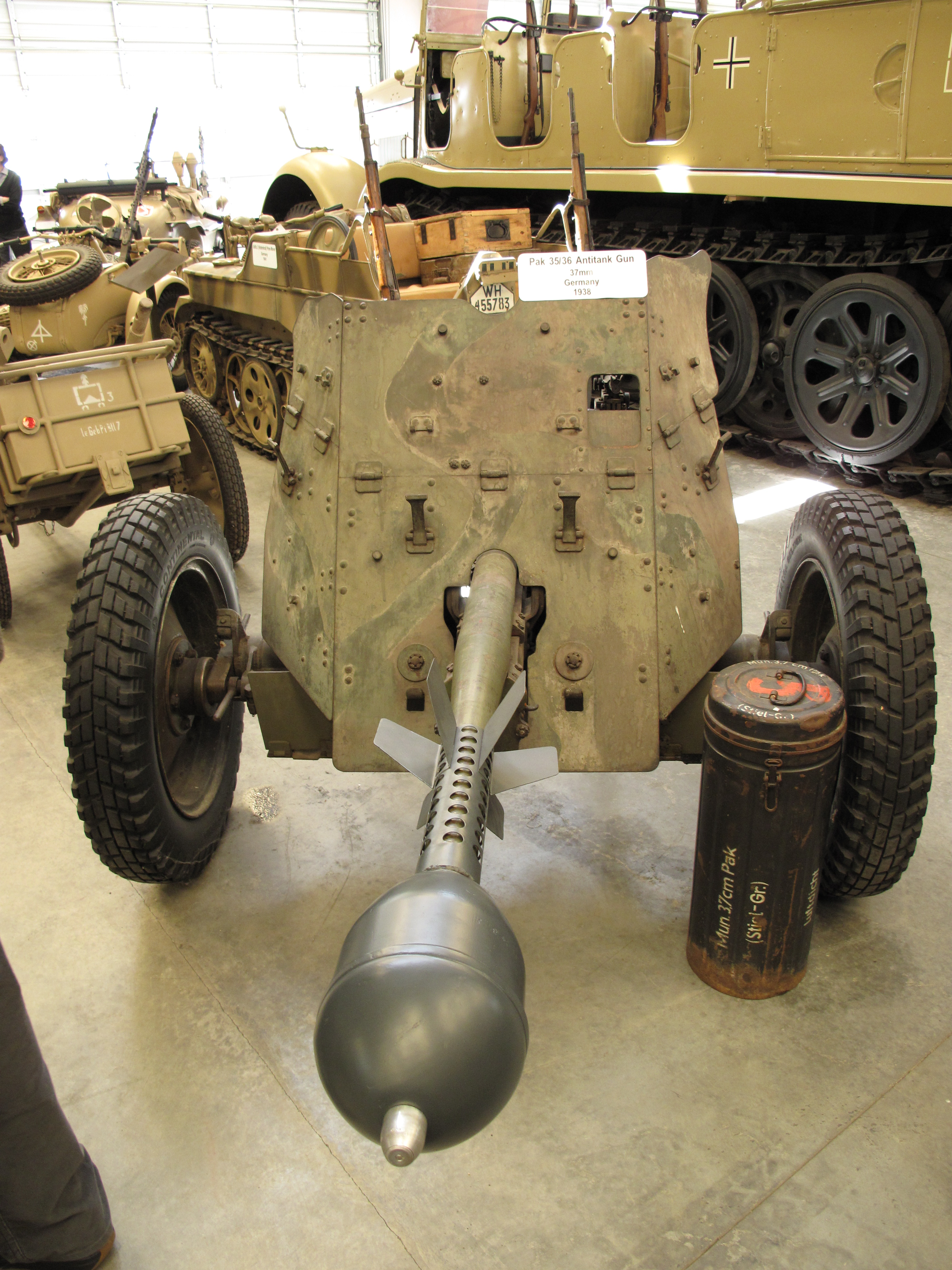
Pak 35/36 с надкалиберной кумулятивной миной

К началу кампании против СССР 3,7-см противотанковая пушка образца 1935/1936 года (Pak 35/36) была основным противотанковым орудием вермахта. Однако поражающее действие Pak 35/36 по Т-34 было явно недостаточным, КВ же не поражался совсем. Для исправления в какой-то мере этой ситуации, для Pak 35/36 в конце 1941 были введены кумулятивные снаряды. Они позволяли бороться с Т-34 и даже с КВ, но имели ряд недостатков. Кумулятивный снаряд представлял собой надкалиберную мину, заряжавшуюся с дула. Такой снаряд имел очень низкую начальную скорость и ничтожную дальность (реально — до 100 м) и точность стрельбы. Фактически, это было последнее средство ближней противотанковой обороны пушки, имеющее скорее психологическое значение как средство поднятия боевого духа расчётов.
| Номенклатура боеприпасов |             |                 |           |                         |                        |
| Тип                      | Обозначение | Вес снаряда, кг | Вес ВВ, г | Начальная скорость, м/с | Дальность табличная, м |
| Кумулятивные снаряды     |             |                 |           |                         |                        |
| Надкалиберная мина       | Stiel.Gr.41 | 9,15            | 2,3       | 110                     | 200                    |

| Таблица бронепробиваемости для Pak 35/36           |                          |                          |
| Надкалиберная кумулятивная мина 3,7 cm Stiel.Gr.41 |                          |                          |
| Дальность, м                                       | При угле встречи 60°, мм | При угле встречи 90°, мм |
| 100                                                | ?                        | 180                      |
| 300                                                | не стр.                  | не стр.                  |
| 500                                                | не стр.                  | не стр.                  |

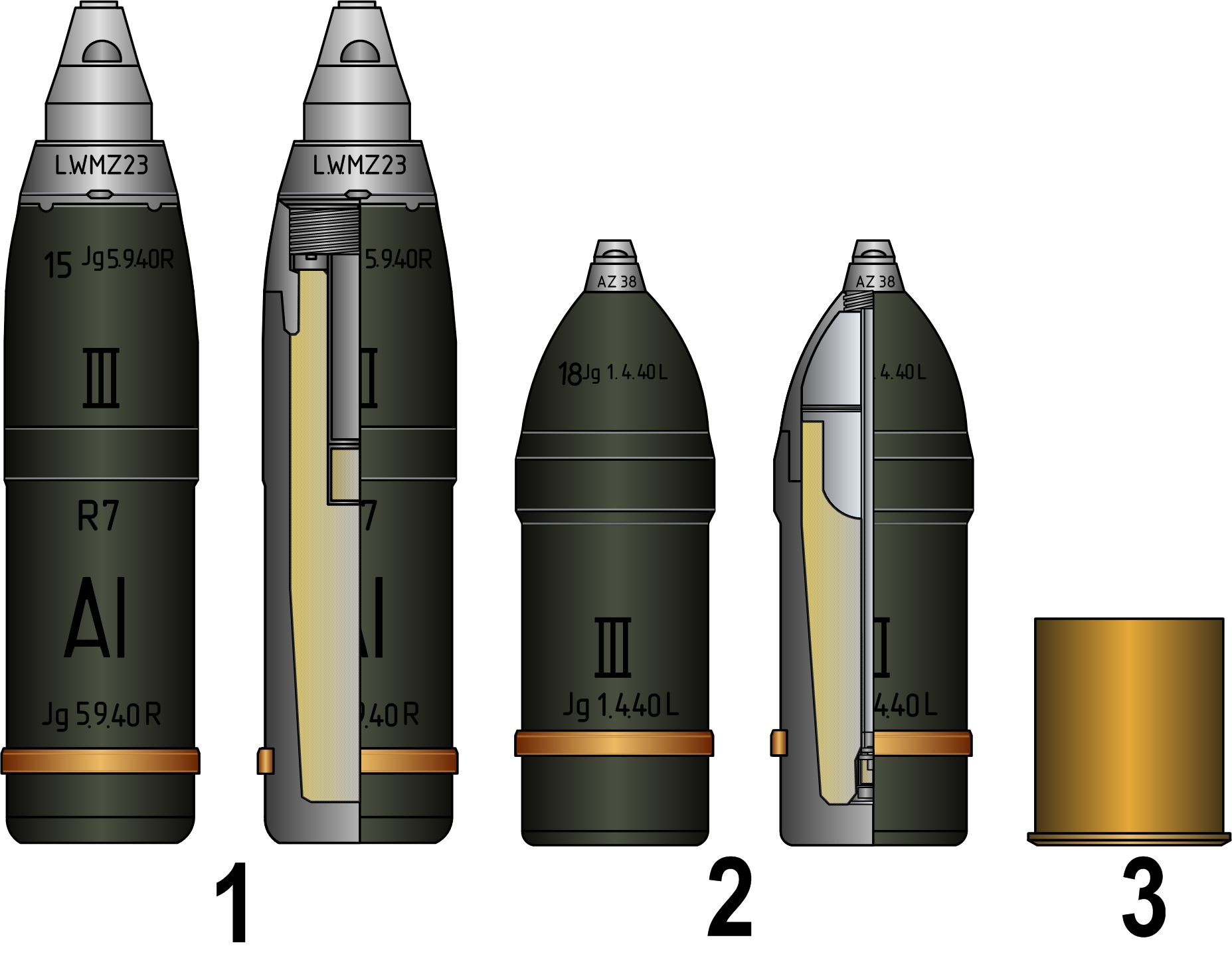
Боеприпасы к 7,5 mm leichtes Infanteriegeschütz 18:
2. Кумулятивный снаряд 7,5 cm Igr.38 со взрывателем A.Z.38.

Лёгкие пехотные орудия в вермахте и войсках СС выполняли функции полковой, а в ряде случаев и батальонной артиллерии. Орудие 7,5 cm le.IG.18 предназначалось для поддержки огнём и колёсами пехоты непосредственно на поле боя. При необходимости орудие могло вести борьбу и с вражеской бронетехникой.
Кумулятивные снаряды предназначались для борьбы с бронетехникой, снабжались взрывателями A.Z.38 или A.Z.38 St. непредохранительного типа мгновенного действия. Кумулятивно-осколочный снаряд 7,5 cm Igr.38 имел раздельно-гильзовое заряжание и бронепробиваемость до 75 мм. Кумулятивный снаряд 7,5 cm Igr.38HL/A имел как раздельно-гильзовое, так и унитарное заряжание, его бронепробиваемость достигала 90 мм. Снаряды снаряжались смесью тротила с флегматизированным гексогеном в соотношении 50/50 или 80/20. Стрельба кумулятивными снарядами на дальностях более 800 м считалась неэффективной вследствие их высокого рассеивания, а также невысокой настильности траектории и малой скорости полёта, что сильно затрудняло попадание в движущуюся цель.
В 1939 году в Польше и в 1940 году во Франции Германией было захвачено несколько тысяч 75-мм дивизионных пушек обр. 1897 г. фирмы «Шнейдер» (Schneider). Немцы приняли эти орудия на вооружение. В конце 1941 года командование вермахта осознало, что имеющиеся в его распоряжении противотанковые средства недостаточно эффективны против советских танков Т-34 и КВ-1. В этой ситуации немецкие инженеры обратили внимание на трофейные орудия. Использование многочисленных французских трофеев выглядело очень заманчиво, но в оригинальном виде эти орудия были для борьбы с танками малопригодны. Основные проблемы были связаны с тем, что трофейное орудие имело устаревший однобрусный лафет без подрессоривания, ограничивающий угол горизонтального наведения в 6° и скорость возки до 10—12 км/ч. Кроме того, орудие имело относительно короткий ствол и низкую начальную скорость, и, соответственно, недостаточно высокую бронепробиваемость калиберным снарядом.
Выход был найден в наложении качающейся части трофейной пушки на лафет 50-мм противотанковой пушки Pak 38. Чтобы уменьшить силу отдачи, орудие оснастили мощным дульным тормозом. В качестве основного бронебойного боеприпаса был принят кумулятивный снаряд, пробиваемость которого не зависела от начальной скорости.
В 1942 году было сдано 2854 орудия Pak 97/38, в 1943 году — ещё 858 шт. Кроме этого, в 1943 году было сдано 160 шт. Pak 97/40. Было развёрнуто массовое производство боеприпасов под данное орудие.
| Производство снарядов для Pak 97/38, тыс. шт. |       |        |       |        |
| тип снаряда                                   | 1942  | 1943   | 1944  | Итого  |
| кумулятивные                                  | 929,4 | 1388,0 | 264,5 | 2581,9 |

Вынужденная ориентация орудия преимущественно на кумулятивный боеприпас (обычные бронебойные снаряды были менее эффективны из-за низкой начальной скорости, обусловленной небольшой длиной ствола; кроме того, при использовании этих боеприпасов сила отдачи принимала опасный для прочности орудия характер) существенно ограничивала эффективность орудия. В то время технология производства кумулятивных снарядов была отработана плохо, эти боеприпасы отличались значительным разбросом характеристик бронепробиваемости, что приводило к проблемам с поражением целей, имеющих толщину брони, близкую к пределу пробиваемости (главным образом, тяжёлых танков). Также общим недостатком кумулятивных снарядов является сильная зависимость бронепробиваемости от угла наклона брони — при угле встречи в 60° относительно нормали бронепробиваемость падает вдвое по сравнению с ударом снаряда о броню по нормали, что для данного орудия означало трудности с поражением Т-34 в верхнюю лобовую деталь. 

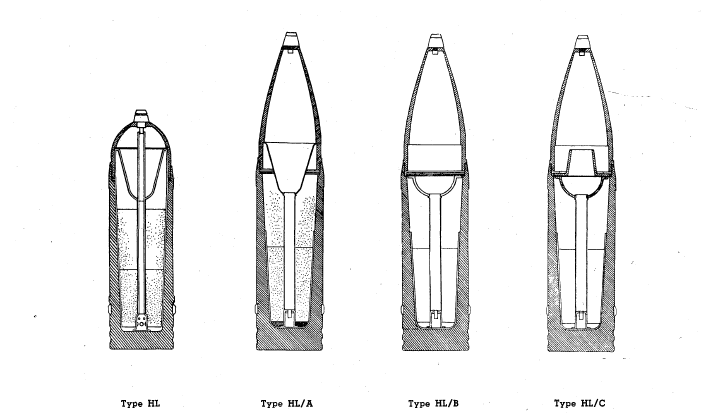
Кумулятивные снаряды серии «Granate Hohlladung 38» в разрезе.

Низкая начальная скорость снарядов ограничивала максимальную дальность стрельбы, что увеличивало риск обнаружения и уничтожения орудия. Несмотря на все проблемы, превращение старой дивизионной пушки в противотанковую можно считать очень интересным инженерным экспериментом, вполне себя оправдавшим, поскольку экономическая эффективность данного мероприятия не вызывает сомнений.
Танковая пушка кампфвагенканоне 37 Л/24 (со стволом в 24 калибра) с низкой начальной скоростью снаряда использовалась в качестве основного вооружения самоходного орудия StuG III, главной задачей которого должна быть непосредственная поддержка атакующих подразделений пехоты. Применение кумулятивных снарядов однако же позволяло значительно повысить эффективность его применения в качестве истребителя танков, хотя и на сравнительно близких дистанциях. Хотя эти проблемы удалось решить к началу 1943 года, когда финальная версия StuG III Ausf. G получила 75-мм длинноствольное орудие (бронебойность снарядов которого превосходила кумулятивные боеприпасы на расстояния до 1500 метров), оно требовало дефицитный вольфрам для подкалиберных выстрелов и поэтому производство кумулятивных снарядов продолжало расти. Pak 40 израсходовала в 1942 году 42430 шт. бронебойных и 13380 шт. кумулятивных снарядов, в 1943 году — 401100 шт. бронебойных и 374000 шт. кумулятивных снарядов.
| Вид снаряда             | K.Gr.rot Pz. (бронебойно-трассирующий) | Gr.38 HL (кумулятивный) | Gr.38 HL/A (кумулятивный) | Gr.38 HL/B (кумулятивный) | Gr.38 HL/C (кумулятивный) |
| ----------------------- | -------------------------------------- | ----------------------- | ------------------------- | ------------------------- | ------------------------- |
| Масса снаряда, кг       | 6,8                                    | 4,5                     | 4,4                       | 4,57                      | 5,0                       |
| Начальная скорость, м/с | 385                                    | 452                     | 450                       | 450                       | 450                       |
| Бронепробиваемость, мм  |                                        |                         |                           |                           |                           |
| 100 м                   | 41                                     | 45                      | 70                        | 75                        | 100                       |
| 500 м                   | 39                                     | 45                      | 70                        | 75                        | 100                       |
| 1000 м                  | 35                                     | 45                      | 70                        | 75                        | 100                       |
| 1500 м                  | 33                                     | 45                      | 70                        | 75                        | 100                       |

Нехватка вольфрама, использовавшегося тогда в качестве материала для сердечников подкалиберных снарядов 75-мм пушки Pak 40 была стимулом для разработки мощной противотанковой 88-мм пушки Pak 43. Постройка более мощного орудия открывала возможности по эффективному поражению сильнобронированных целей обычными стальными бронебойными снарядами. В 1943 году новые пушки дебютировали на поле боя и их производство продолжалось до конца войны. Однако из-за сложной технологии производства и высокой стоимости было выпущено всего 3502 таких орудий. К тому же орудие Pak 43 было чрезмерно тяжёлым: его масса составляла 4400 кг в боевом положении. Для транспортировки Pak 43 требовался достаточно мощный специализированный тягач. Проходимость сцепки тягача с орудием на слабых грунтах была неудовлетворительной. Тягач и буксируемая им пушка были уязвимы на марше и при разворачивании на боевой позиции. Поэтому при всех своих отличных баллистических данных орудие было малоподвижным из-за большой массы. Если эта пушка вступала в бой с танками, то она часто не имела возможности прекратить его: она должна была либо уничтожить противника, либо быть уничтоженной сама. Таким образом, следствием большой массы были очень высокие потери в материальной части и личном составе.
Боевой опыт 1940 года также показал недостаточную мощность осколочно-фугасного снаряда 75-мм штурмового орудия StuK37 и StuK40, устанавливавшихся на StuG III, против скоплений живой силы противника и полевых фортификационных сооружений.
Летом 1941 года поступил заказ на образец с 105-мм лёгкой полевой гаубицей 10,5 cm leFH18/40. У серийных StuG III Ausf.F заменили 7,5см StuK40 L/43 на 10,5 cm StuH 42, адаптированную полевую гаубицу 10,5 cm leFH 18/40 (с начальной скоростью снаряда 540 м/с), получив таким образом прототип самоходного орудия StuH 42. Для борьбы с сильнобронированными целями применялись кумулятивные снаряды, бронепробиваемость которых составляла 90-100 мм, независимо от дистанции выстрела. Боекомплект состоял из 26 осколочно-фугасных и 10 кумулятивных выстрелов.
Хорошая эффективность StuG III сразу же стала предметом пристального внимания союзников и противников. Итальянские военные, недовольные боевыми характеристиками своих устаревших танков семейства M13/M14/M15, потребовали создать на их базе аналог StuG III. Фирма «Фиат-Ансальдо» успешно справилась с заданием, разработав САУ Semovente da 75/18 (и впоследствии ещё более мощные штурмовые орудия). С использованием кумулятивных боеприпасов эти машины, построенные на базе безнадежно устаревших танков и малопригодных в качестве танковых артсистем пушек, стали самой боеспособной итальянской бронетехникой, нанёсшей серьёзные потери войскам Великобритании и США в боях в Северной Африке и в Италии.
15 cm sIG 33 — 150-мм германское тяжёлое пехотное орудие времён Второй мировой войны, которое также применялось как основное вооружение нескольких моделей самоходно-артиллерийских установок,
так же использовалось и как противотанковое средство (при стрельбе кумулятивными снарядами на дистанции до 1200 м снаряд пробивал броню толщиной около 160 мм). Кумулятивные снаряды (25,5 кг) I Gr 39 Hl/A снаряжались смесью тротила с гексогеном. Снаряд был разработан с механизмом прокрутки ведущего пояска относительно корпуса снаряда на роликах.
Бронепробиваемость германскиx кумулятивных боеприпасов лёгких пехотных орудий позволяли им в течение войны уверенно поражать лёгкие танки противника с дистанции 500 м и менее. Средние танки, такие как советский Т-34 и американский «Шерман», уверенно поражались в борт и башню, а английский «Кромвель» (за исключением поздних модификаций с усиленным бронированием) — и в лоб. На близких дистанциях (100 м и менее) немецкие орудия могли пробивать броню и тяжёлых танков противника.
| Характеристики бронирования танков СССР, США и Великобритании периода Второй мировой войны |                                           |                                           |                                           |                                           |                                           |                           |                           |                |                |                  |                  |
| Характеристика                                                                             | Т-26                                      | Т-70                                      | Т-34                                      | КВ-1                                      | ИС-2                                      | М3                        | М4                        | Valentine V    | Matilda II     | Crusader III     | Cromwell IV      |
| Страна                                                                                     | Союз Советских Социалистических Республик | Союз Советских Социалистических Республик | Союз Советских Социалистических Республик | Союз Советских Социалистических Республик | Союз Советских Социалистических Республик | Соединённые Штаты Америки | Соединённые Штаты Америки | Великобритания | Великобритания | Великобритания   | Великобритания   |
| Тип                                                                                        | лёгкий танк                               | лёгкий танк                               | средний танк                              | тяжёлый танк                              | тяжёлый танк                              | лёгкий танк               | средний танк              | пехотный танк  | пехотный танк  | крейсерский танк | крейсерский танк |
| Год поступления в войска                                                                   | 1932                                      | 1942                                      | 1940                                      | 1940                                      | 1944                                      | 1942                      | 1942                      | 1942           | 1940           | 1942             | 1943             |
| Бронирование лба корпуса, мм                                                               | 15                                        | 35 (72)                                   | 45 (90)                                   | 75 (87)                                   | 120 (139)                                 | 38 (40)                   | 50 (89)                   | 60             | 78             | 32 (37)          | 57 (62)          |
| Бронирование борта корпуса, мм                                                             | 15                                        | 15                                        | 45 (52)                                   | 75                                        | 90 (93)                                   | 25                        | 38                        | 50             | 70 (81)        | 27               | 32               |

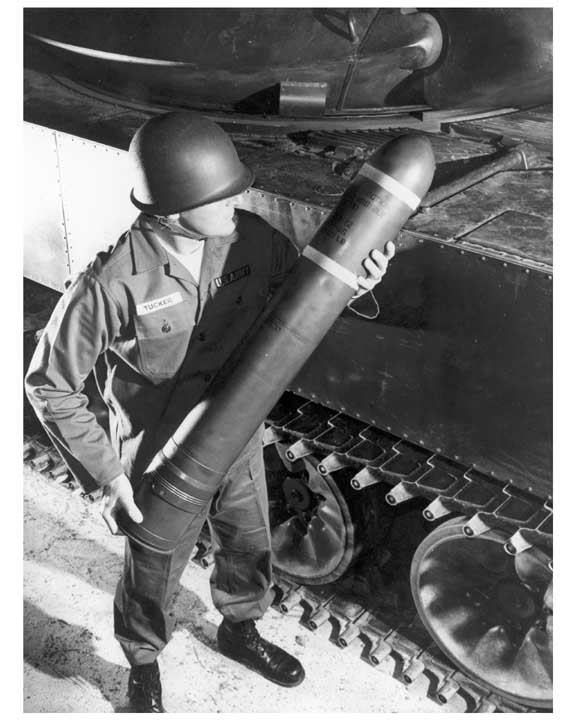
Погрузка в танк M551 Шеридан ПТУР «Шиллейла». Основным вооружением танка является 152-мм танковая пушка M81 (или M81E1), которая также является направляющей для запуска ПТУРС «Шиллела» (MGM-51 Shillelagh). Кумулятивная боевая часть ПТУР массой 6,8 кг обеспечивает бронепробитие 150 мм/60°.

В отчёте НИИ-48, выполненном в апреле 1942, проанализированы причины поражения советских танков Т-34 и КВ-1, поступивших на ремонтные предприятия в ходе Московской битвы с 9 октября 1941 по 15 марта 1942. Число сквозных поражений распределилось по калибрам так:
- 150 мм — 3,
- 105 мм — 5,
- 88 мм — 8,
- 75 мм — 13,
- 45—50 мм — 42,
- 37 мм — 21,
- малокалиберные — 5,
- кумулятивные — 36,
- неустановленного калибра (гл. обр. подкалиберные) — 31.

В послевоенный период, с постепенным уходом со сцены противотанковых пушек, развитие танковых орудий продолжилось уже в качестве независимой ветви артиллерии. Первоначально, развитие танковой пушки в послевоенный период продолжалось по пути увеличения как калибра, достигшего к 50-м — 60-м гг. 100—120 мм, так и начальной скорости снаряда. Прорывом в развитии танковых пушек стало появление в 1960-х годах гладкоствольных орудий, другим новшеством стали орудия низкого давления, характеризовавшиеся невысокой скоростью, но отличавшиеся сравнительно малым весом при крупном калибре, позволявшем использовать эффективные кумулятивные снаряды. Благодаря своей малой массе, такие орудия получили распространение на лёгких танках.

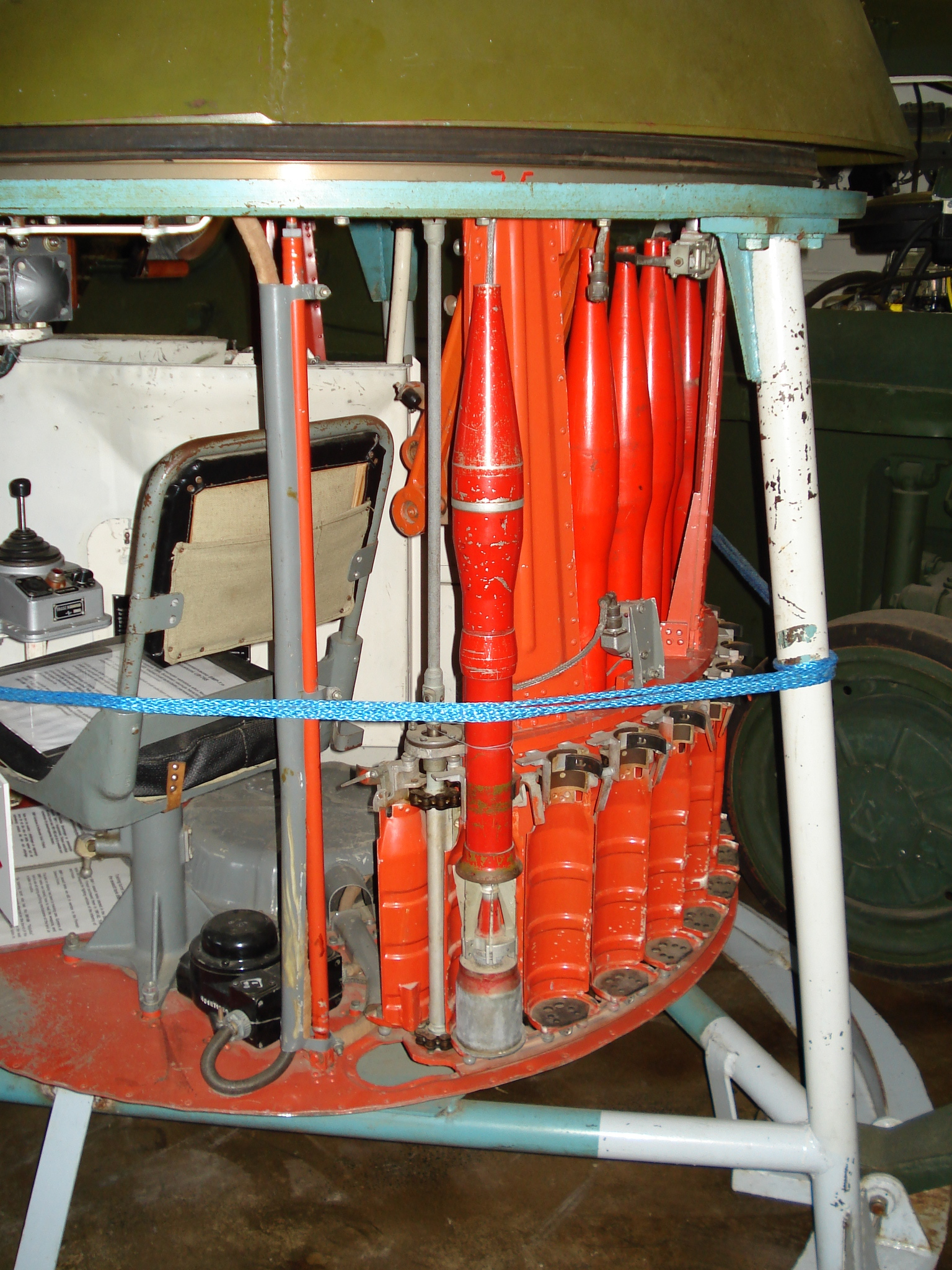
Учебные 73-мм выстрелы в транспортёре орудия 2А28 На примере БМП-1 боекомплект орудия состоит из 40 выстрелов, размещённых в механизированной боеукладке.

Hапример 73-мм гладкоствольная полуавтоматическая пушка 2А28 «Гром» при массе, лишь 115 кг составляет основное вооружение БМД-1 и БМП-1 использует унитарные выстрелы с активно-реактивными снарядами (гранатами), В номенклатуру боеприпасов входят выстрелы ПГ-9 (индекс ГРАУ — 7П3) и выстрелы ОГ-15В (индекс ГРАУ — 7П5). В боекомплект орудия первоначально входили лишь выстрелы ПГ-15В с кумулятивными гранатами, имеющими бронепробиваемость 300 мм по нормали, позднее в него были введены модернизированные гранаты с увеличенной до 400 мм бронепробиваемостью.
Выстрелы ПГ-9 состоят из двух частей: гранаты с кумулятивным зарядом и порохового заряда. С помощью порохового заряда граната выстреливается из орудия со скоростью 400 м/с, затем включается двигатель гранаты, который разгоняет её до 665 м/с. При столкновении с целью граната пробивает броню направленной кумулятивной струёй. При высоте цели 2 метра дальность прямого выстрела гранатой ПГ-9 составляет 765 метров, а максимальная дальность 1300 метров.

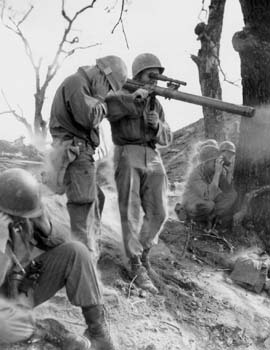
Американское безоткатное орудие М18 массой всего 22 кг допускало возможность ведения огня с плеча стрелка или с опоры на дальности до 450 м, имело ассортимент боеприпасов, включающий кумулятивный снаряд с бронепробиваемостью до 70 мм.

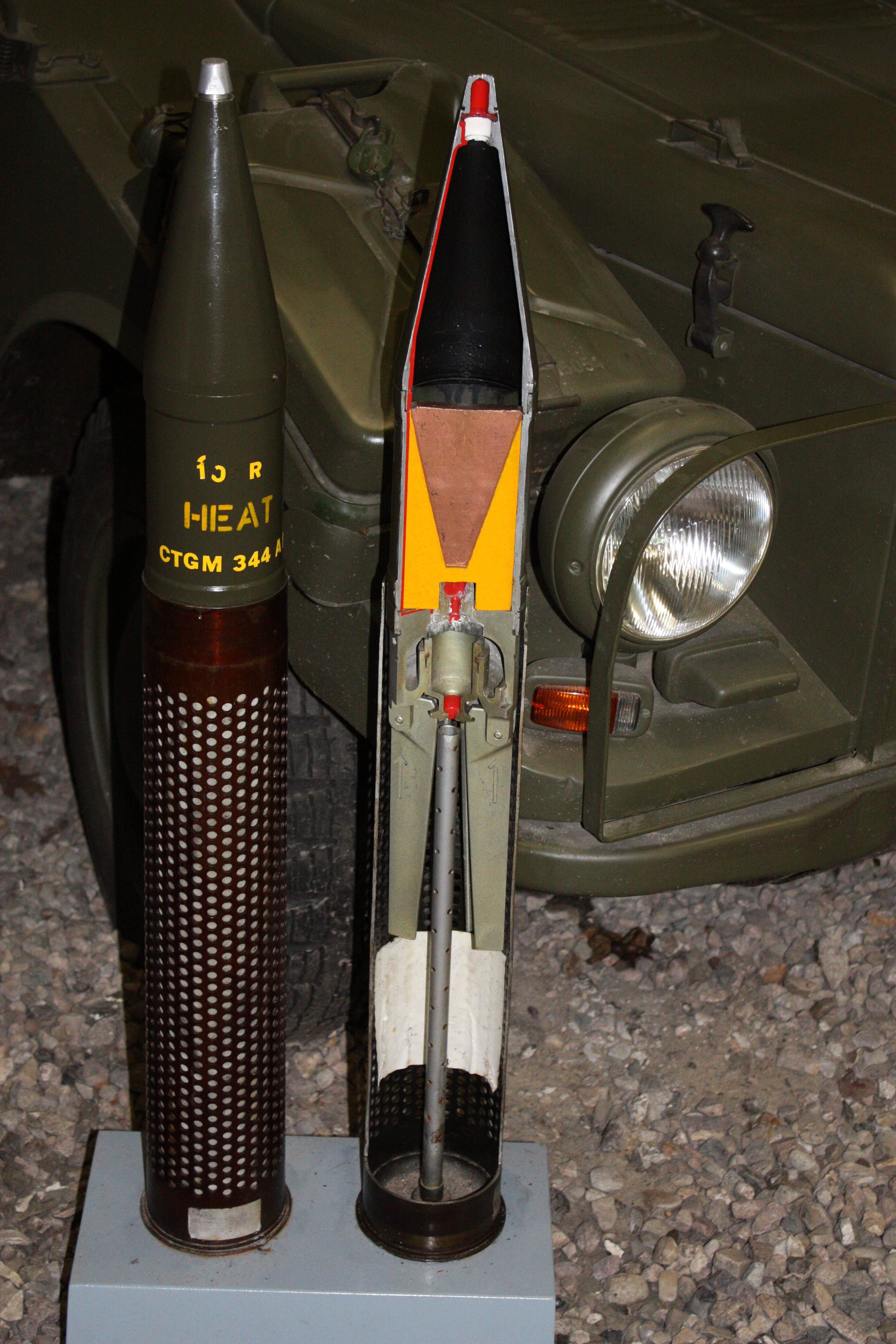
Кумулятивный противотанковый выстрел (106-мм безоткатное орудие М40) бронебойностью свыше 400 мм. Масса боевой части — 7,9 кг; начальная скорость снаряда — 503 м/с; дальность эффективной стрельбы — 1350 м.

Появление кумулятивных снарядов сделало безоткатные орудия перспективными в качестве лёгких противотанковых пушек. Такие орудия использовались США в конце Второй мировой войны. В послевоенные годы безоткатные противотанковые орудия были приняты на вооружение ряда стран, в том числе и СССР, активно использовались (и продолжают использоваться) в ряде вооружённых конфликтов. Наиболее широко безоткатные орудия применяются в армиях развивающихся стран. В армиях развитых стран БО как противотанковое средство в основном заменены противотанковыми управляемыми ракетами (ПТУР), некоторые из которых, тем не менее, используют принцип БО для быстрого пуска ракеты. Некоторым исключением являются скандинавские страны, например, Швеция, где БО продолжают развиваться и, путём усовершенствования боеприпасов с применением новейших достижений техники, достигли бронепропробиваемости 800 мм (при калибре 90 мм, то есть почти 9клб).

## Неуправляемые авиационные ракеты

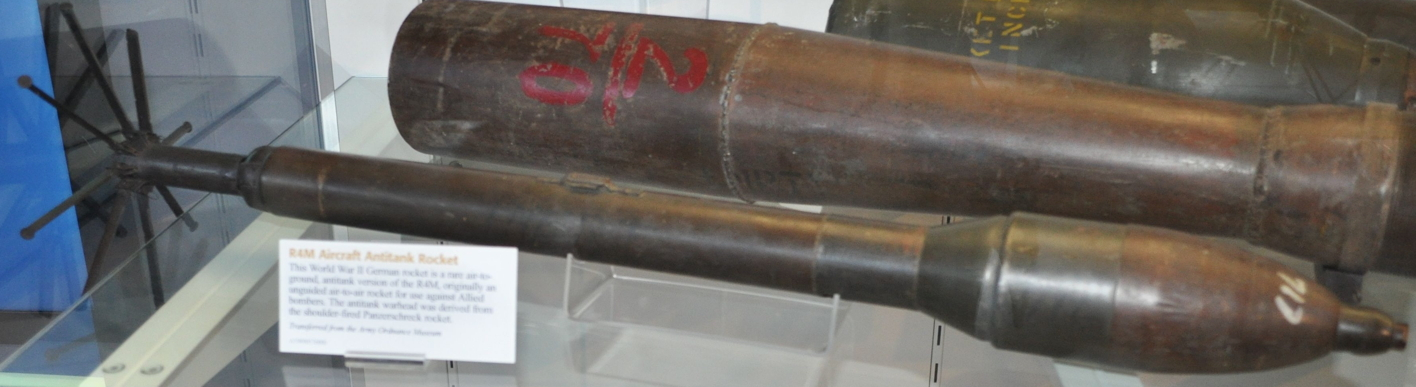
На переднем плане НАР Panzerblitz 3 для поражения наземных бронированных целей

На основе неуправляемой авиационной ракеты (НАР) со складывающимся хвостовым оперением для поражения бомбардировщиков, в Германии в конце Второй мировой войны, были разработаны две ракеты для поражения бронированных наземных целей Panzerblitz 2 и Panzerblitz 3. При создании ракеты Panzerblitz 2 фугасная боевая часть была заменена надкалиберной кумулятивной боевой частью диаметром 130 мм, бронепробитие которой составляло 180 мм стальной брони. Из-за увеличенных размеров боевой части ракеты Panzerblitz 2 максимальная скорость ракеты составляла 370 м/с. Для преодоления этого недостатка фирма Deutsche Waffen- und Munitionsfabriken разработала ракету Panzerblitz 3, боевая часть которой представляла модифицированный вариант 75-мм кумулятивного снаряда 75-mm-HL.Gr.43. Скорость ракеты была увеличена до 570 м/с, величина бронепробития составляла 160 мм стальной брони по нормали. Всего было изготовлено несколько образцов ракеты. Двигатель (РДТТ) и хвостовое оперение всех трёх ракет были однотипными.

## Кумулятивные гранаты и гранатометы

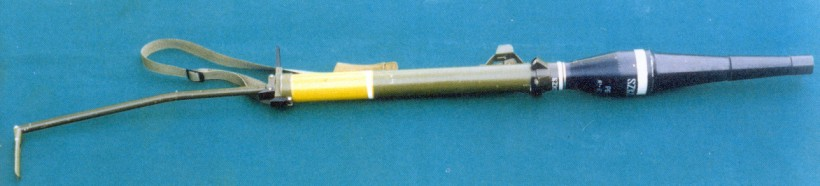
RPG-76 Komar — одноразовый противотанковый гранатомет польского производства массой 2.1 кг. Использует 68 мм гранату массой 1.7 кг и бронебойностью до 260 мм

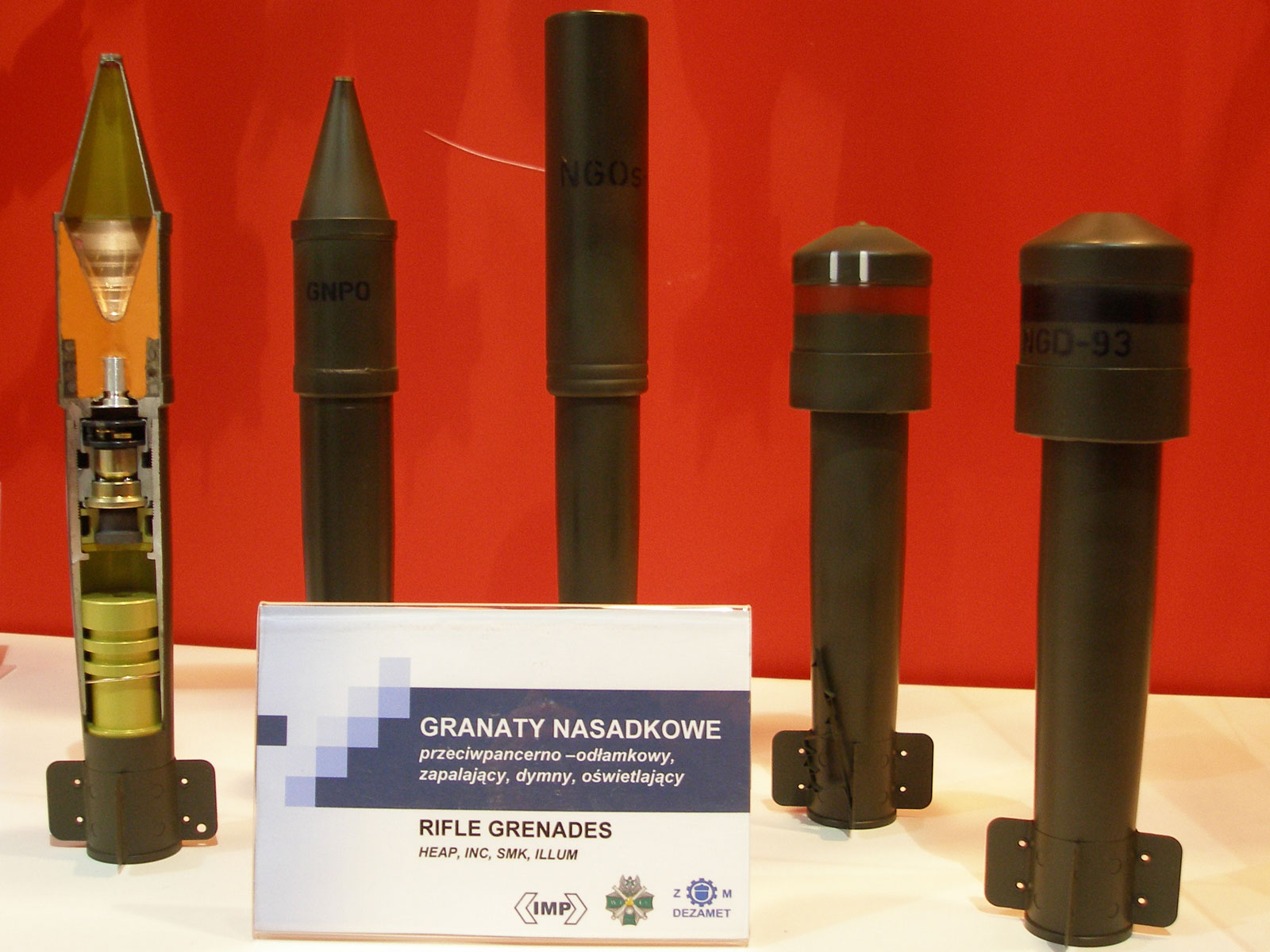
Винтовочные гранаты. Слева кумулятивно-осколочная граната GNPO польского производства бронебойностью до 80 мм

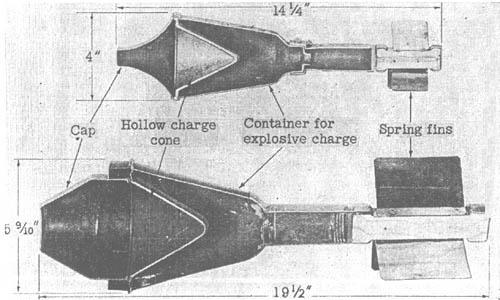
Гранаты фаустпатрона и панцерфаустa

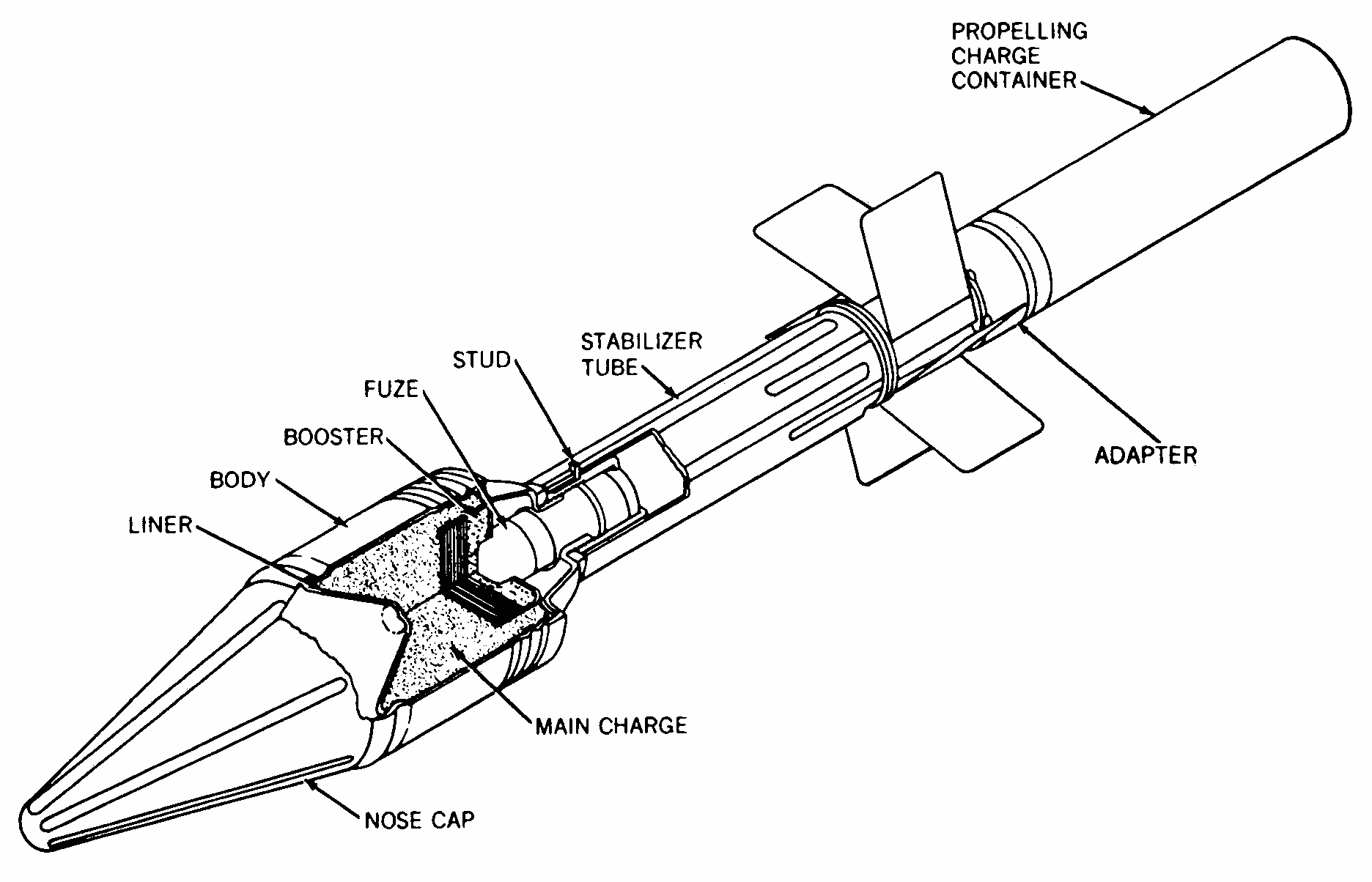
Граната ПГ-2 способная пробивать до 200 миллиметров брони

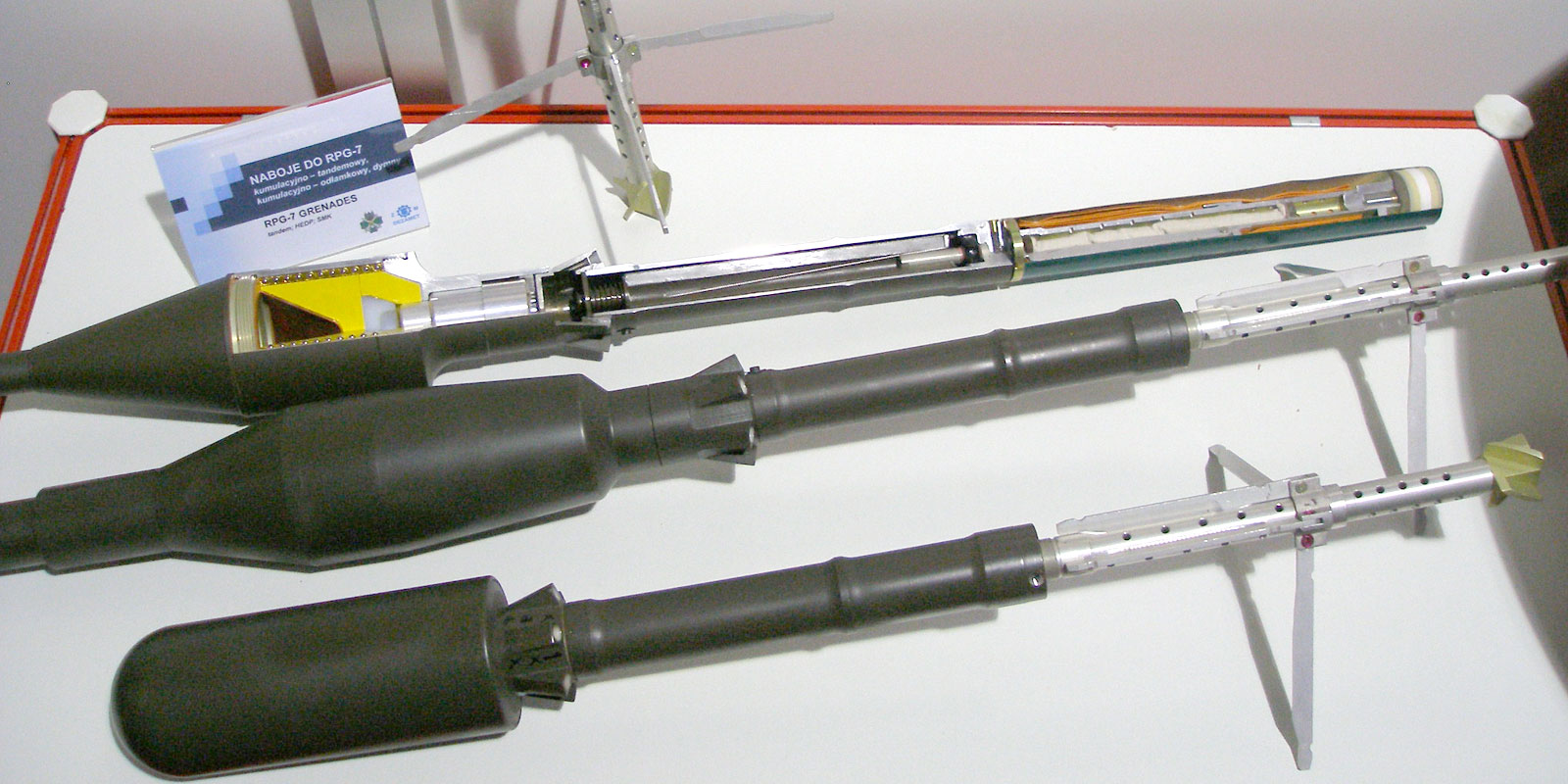
Граната ПГ-7 для РПГ-7

Одним из главных преимуществ кумулятивных боеприпасов перед кинетическими снарядами является независимость бронепробиваемости боеприпасов от начальной скорости носителя боевой части. Это делает кумулятивные боеприпасы эффективным оружием пехоты в качестве ручных и винтовочных гранат, которые имеют низкую начальную скорость и должны быть ограничены по массе. Хотя фугасные гранаты дробящего действия применялись в качестве противотанковых во время Первой мировой войны и в начале Второй мировой войны, они оказались неэффективными против тяжелобронированной техники и опасными для пользователей по причине применения мощного заряда ВВ, что ограничивало их применение «закрытой местностью» или окопами. Появление кумулятивных боеприпасов в руках пехотинцев значительно усложнило применение бронетехники как в закрытой, так и в открытой местности.
Как признался после окончания Второй мировой войны бывший офицер Генерального штаба сухопутных сил Германии Э. Миддельдорф, 
«противотанковая оборона, без сомнения, является самой печальной главой в истории немецкой пехоты… Видимо, так и останется до конца неизвестным, почему в течение двух лет с момента появления танка Т-34 в июне 1941 г. до ноября 1943 г. не было создано приемлемого противотанкового средства пехоты».
Первым реактивным гранатомётом является Базука, созданная в США и применённая в Тунисе в 1943 году против  бронетехники немецко-итальянских войск; более половины бронетехники были уничтожены из ранее неизвестного на то время оружия — ручного гранатомёта М1-Базука. На расстоянии более 300 метров он пробивал 80-миллиметровую броню. В том же году трофейные Базуки доставили в Германию, после чего на их основе были разработаны немецкие гранатомёты Кампфпистоль 42ЛП, фаустпатрон, панцерфауст и многоразовый офенрор. Всего в Германии за годы Второй мировой войны было изготовлено 8 254 300 фаустпатронов и панцерфаустов различных модификаций.
Впереди панцерфауста располагалась боевая часть диаметром 15 см, массой до 3 кг и содержащая 0,8 кг взрывчатого вещества. Взрывчатое вещество представляло собой гетерогенный «сплав» порошка гексогена в тротиле. Получить настоящий сплав этих веществ невозможно — нагретый до точки плавления гексогена тротил детонирует, поэтому в расплав тротила добавляли порошок гексогена и, размешав, охлаждали. Граната пробивала стальную бронеплиту толщиной до 200 мм. Однако дистанция в 30 метров и кучность были неудовлетворительными, и поэтому эффективно немецкие противотанковые гранатомёты времён Второй мировой войны могли использоваться только в условиях боя в населённом пункте, когда бронетехника противника лишается свободы манёвра и против неё можно обеспечить массированное применение этих средств. Известно, что немецкие гранатомётчики в боях Второй мировой войны стреляли по вражескому танку до тех пор, пока он не возгорался или взрывался, количество требуемых для этого попаданий могло быть свыше десятка. Это послужило причиной некоторого преувеличения эффективности данного вида оружия в послевоенное время. В сражениях вне населённых пунктов результативность ручных противотанковых гранатомётов была довольно посредственной.
Например, в 1944 году на Восточном фронте доля потерь советских танков от кумулятивных боеприпасов была незначительна, поскольку немецкая пехота не выдерживала подхода советских танков на дистанцию ближе 100—200 метров, отступая и бросая огромные по советской оценке запасы противотанковых гранатомётов. Что было вполне оправдано — тактическая грамотность советских танкистов к этому времени возросла достаточно, чтобы, не доходя вплотную до линии окопов, расстрелять находящихся в них из танкового оружия или дать своим сопровождающим стрелковым подразделениям подойти вплотную к окопам, когда нападающие получают преимущество над обороняющимися. Даже по ходу Берлинской операции, характеризующейся очень высокой долей городских боёв, безвозвратные потери танков Т-34-85 1-го Белорусского фронта от фаустпатронов составили 131 машину, а от огня ствольной артиллерии — 347. Если учитывать повреждённые танки, то соотношение в пользу артиллерии становится ещё более крупным: 1414 против 137. Для танков Т-34-85 1-го Украинского фронта безвозвратные потери от артиллерийского огня составили 305 машин, а от «Фаустпатронов» — только 15. Сходный характер носят и британские данные — из 176 подбитых или брошенных «Пантер» за два месяца летней кампании 1944 года в Нормандии только 8 были поражены кумулятивными боеприпасами.
В завершающий период Второй мировой войны войска РККА столкнулись с массовым применением со стороны немецкой армии нового типа противотанкового оружия — ручных противотанковых гранатомётов с кумулятивными боеприпасами. Они оказались эффективным средством борьбы с танками в боях на ближних дистанциях и в особенности в условиях городского боя. В РККА разработали и начали использовать ручные кумулятивные гранаты РПГ-43 и РПГ-6. В 1944 году разрабатывался также гранатомёт ПГ-6, стрелявший ручными гранатами РПГ-6 или 50-мм осколочными минами.
Трофейные РПГ «Фаустпатрон» и «Панцерфауст», захватываемые в больших количествах, стали активно использоваться в РККА. Таким образом, в СССР получили возможность всесторонне ознакомиться с этими гранатомётами, узнать их сильные и слабые стороны и выработать тактику применения. Однако же в течение Второй Мировой войны своего варианта ручного динамореактивного гранатомета отечественная промышленность так и не разработала.

…в ГАУ не нашлось активных сторонников таких средств борьбы, как «Фаустпатрон». Считалось, что коль скоро в войсках из-за малой дальности не пользуется популярностью даже 50-мм миномет, то зачем, дескать, создавать наряду с ПТР ещё какое-то средство ближнего боя. К тому же, мол, есть и противотанковые гранаты. В итоге у нас так и не было создано оружия, подобного тому, которое имелось у противника. А ведь враг очень эффективно, особенно в последние месяцы войны применял «Фаустпатроны» и против танков, и в боях в населённых пунктах.— Начальник Главного артиллерийского управления (ГАУ) Красной Армии маршал артиллерии М. Д. Яковлев, после войны
Практически все модели «Панцерфауст» имели одинаковую конструкцию, отличие в конструкции были только у разработанных в конце войны «Панцерфауст» 250 многократного использования. Ствол был снабжен пистолетной рукояткой с ударно-спусковым механизмом, а метательный заряд помещался как в стволе так и в гранате. Этот гранатомёт серийно не производился, однако возможно послужил образцом для советского РПГ-2.
В 1944-45 годах проводились испытания гранатомёта РПГ-1. Доработка его затянулась, и на вооружение он не был принят, так как в 1947 году в Конструкторском бюро ГСКБ-30 Министерства сельскохозяйственного машиностроения под общим руководством А. В. Смолякова началась разработка ручного противотанкового гранатомета ДРГ-40 и гранаты ПГ-80. В результате был создан 40-мм гранатомет и 80-мм кумулятивная надкалиберная граната со стартовым пороховым зарядом. После полигонных испытаний гранатомет получил наименование «Ручной противотанковый гранатомет РПГ-2», а граната — ПГ-2, начавшиe поступать в войска с 1949 года. В дальнейшем был принят на вооружение более совершенный образец ручного противотанкового гранатомёта — РПГ-7, использующий, в отличие от РПГ-2, выстрелы с активно-реактивным двигателем.

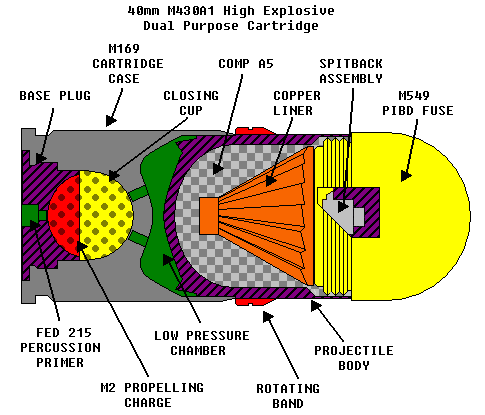
Принципиальная схема выстрела М433 подствольного гранатомета М203 с кумулятивно-осколочной гранатой, оснащенной головодонным взрывателем М549. Выстрел с кумулятивно-осколочной гранатой (основной), способной пробить стальную бронеплиту толщиной 50 мм.

Современная французская винтовочная граната APAV40 массой в 405 гр. Способна пробить 100—120 мм стали или до 360 мм бетона.

Успех более мощных немецких Панцершреков стал причиной того, что американская Базука была полностью переработана в конце Второй мировой войны. Увеличенная 90-мм модель была названа «Супер Базука». Хотя она имела поверхностное сходство с Панцершреком, M20 была более эффективной при использовании в противотанковых целях, имела бо́льшую пробивную способность и была почти на 20 % легче, чем её немецкий аналог. M20 имела калибр 88,9 мм, весила 6,5 кг и выстреливала 4-кг ракету M28A2. 

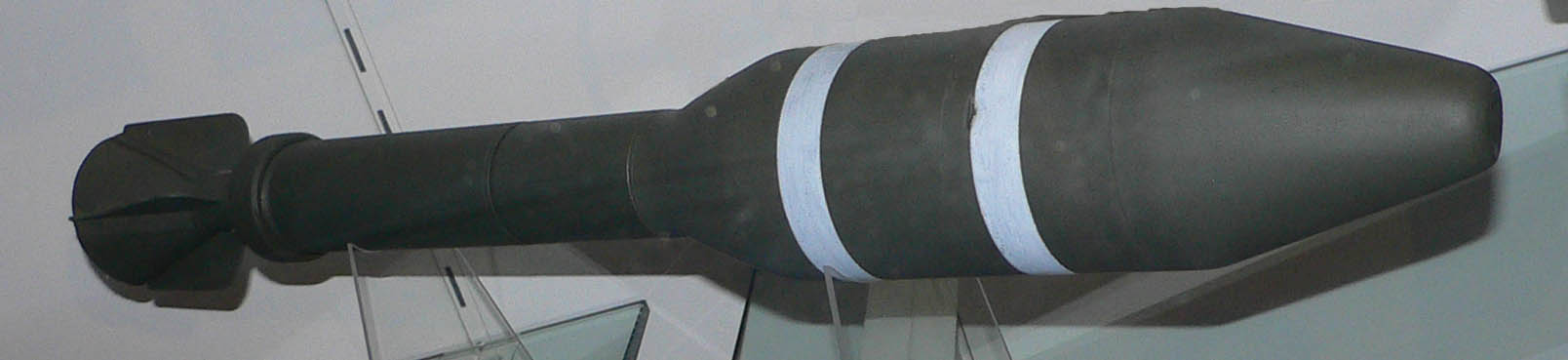
Ракета M28A2 базуки M20 содержащая 0,86 кг взрывчатого вещества пробивает броню до 280 мм. Начальная скорость 100 м / сек.

Помимо вышеупомянутой «Базуки», армия США до 60-х годов делалa ставку на винтовочные гранаты. Однако такое устройство имело очень тяжелую отдачу и поэтому оно применялось как некий вариант миномета с упором в землю без использования прицельных устройств и поэтому точность попадания была неприемлемо низкой. Американский одноразовый противотанковый гранатомёт M72 LAW был принят на вооружение Армии США в 1962 году в качестве индивидуального противотанкового оружия, заменив собой винтовочную гранату M31 и гранатомёт M20A1 «Super Bazooka». Он представлял собой отработанную винтовочную гранату М-31 оборудованную маршевым двигателем и упакованную в контейнер (ТПК) который также служил одноразовым пусковым устройством. Система M72 LAW стала образцом для создания многих других аналогичных образцов, таких как шведский одноразовый гранатомет AT4 или советские противотанковые гранаты РПГ-18.
С принятием на вооружение подствольного гранатомета М203 (1967 г.) было принято решение отказаться от винтовочных гранат. Винтовочные гранаты по большей части сошли со сцены к середине 70-х годов (хотя в некоторых странах облегченные варианты винтовочных гранат активно используются и сейчас для поражения фортификационных сооружений, легкоуязвимой и легкобронированной техники).
Тем не менее в 80-е годы американские военные снова обратили внимание на винтовочные гранаты и объявили конкурс на разработку винтовочных гранат нового поколения. В результате конкурса появились, например, такие реактивные винтовочные гранаты как RAAM и Brunswick RAW (последняя, впрочем, является промежуточным звеном между гранатой к винтовочному и подствольному гранатометом).

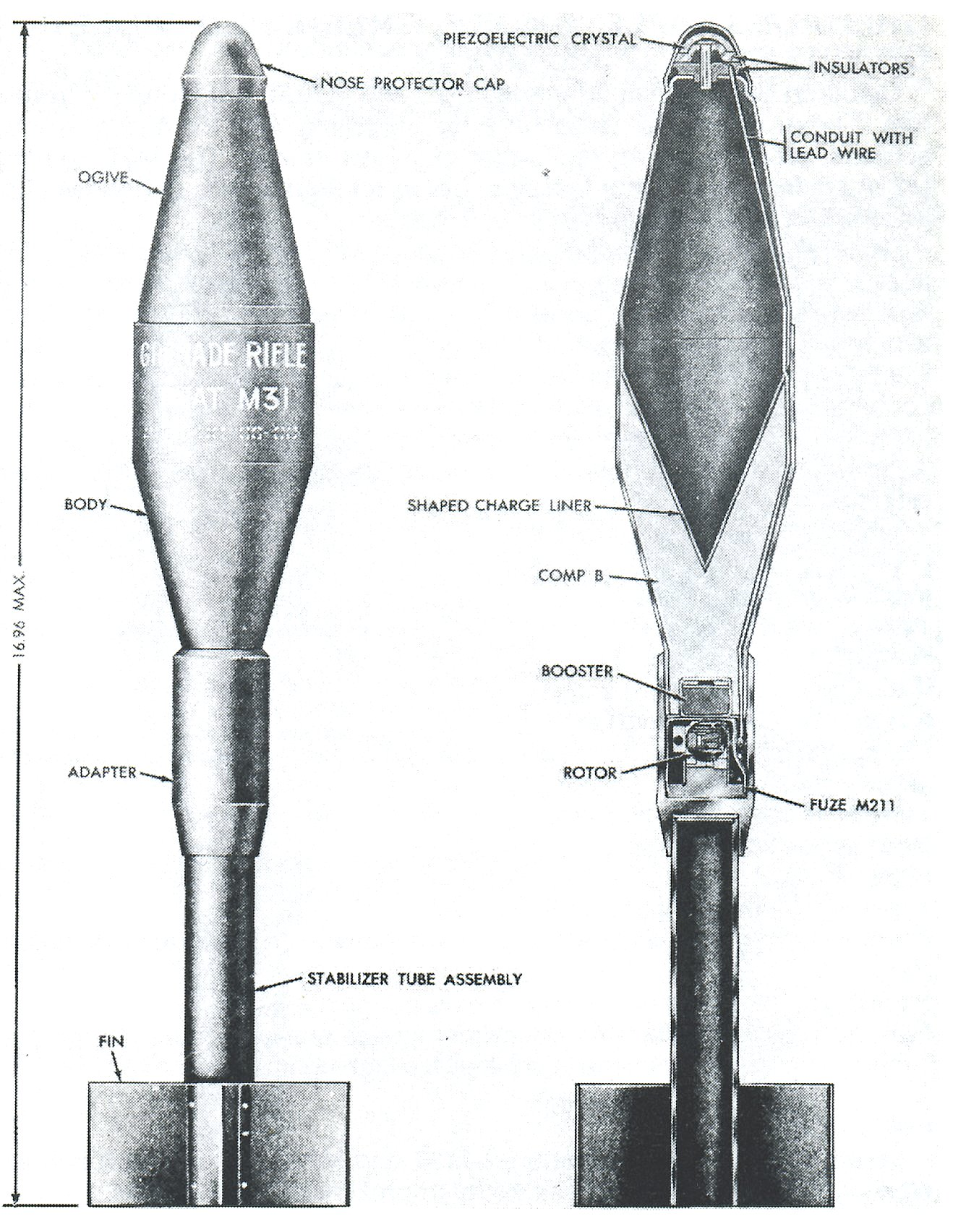
Винтовочная граната M31 оборудована контактным пьезоэлектрическим взрывателем

В настоящее время ручной противотанковый гранатомёт вляется основным средством пехоты не только для борьбы с бронетехникой противника, но и для уничтожения его огневых точек и прочих укреплений. Развитие РПГ приблизило пехотные части по огневой мощи к бронетанковым и мотострелковым войскам.
К недостаткам динамореактивныx безоткатных (без отдачи при выстреле) орудий и гранатомётов, использующих неуправляемые снаряды или гранаты, применяющие тот же принцип стрельбы, относятся следующие проблемы:
- Из-за свободного истечения пороховых газов сзади стрелка образуется зона, опасная для людей, техники и вооружения. По той же причине нельзя стрелять из гранатомёта, находясь в замкнутом пространстве — блиндаже, здании и тому подобное.
- Выстрел из гранатомёта сопровождается громким звуком, а так как ствол находится возле уха стрелка, то сильно оглушает его.
- При выстреле дымное облако демаскирует стрелка.
- Вследствие малой скорости полёта гранаты гранатомётов точность стрельбы сильно зависит от метеоусловий и скорости ветра (особенно бокового). Меткость стрельбы из гранатомёта даже в безветренную погоду невелика. Попасть в движущийся танк (БТР, БМП) с расстояния более 100 метров очень нелегко. Базука. Граната М6 пробивала 75 мм брони при попадании под углом в 60° и до 110 мм брони, расположенной под прямым углом.

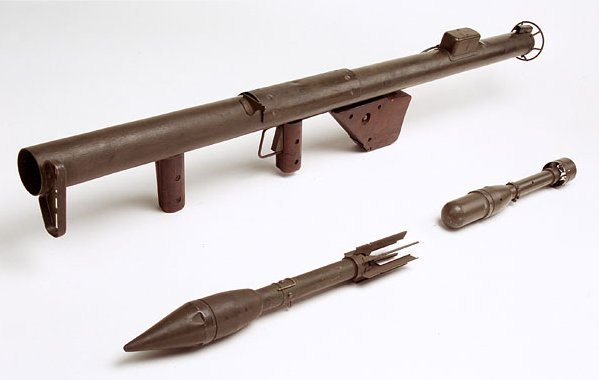
Базука. Граната М6 пробивала 75 мм брони при попадании под углом в 60° и до 110 мм брони, расположенной под прямым углом.

Это ограничивает сферу применения гранатометов, делая их оружием ближнего боя, борьба с которым обеспечивается тактикой тесного взаимодействия бронетехники с пехотой. Немецкие противотанковые гранатометы Панцершрек были исключительно мощным противотанковым средством, но, как отмечает Эйке Миддельдорф, результаты борьбы с танками резко снизились с января 1945 года, когда «русские начали применять новый способ защиты от истребителей танков, заключающийся в охране своих машин в ходе боя отдельными стрелками, находящимися на расстоянии 100—200 м от танка. В случае, если по характеру местности истребитель танков не имел условий для укрытия, ближний бой с танками становился невозможным».
Поэтому почти одновременно с появлением РПГ стали разрабатываться гораздо более дорогие и сложные ПТУРы которые, однако же, вполне оправданны, так как позволяют оператору добиться гораздо более надёжного поражения целей на значительно больших дистанциях боя.
Сравнение популярных моделей гранатометов
| Оружие         | Диаметр | Начальная скорость | Боеголовка                       | Бронепробиваемость (оценка) | Дальнобойность | Оптический прицел кратностью |
| -------------- | ------- | ------------------ | -------------------------------- | --------------------------- | -------------- | ---------------------------- |
| M67            | 90 мм   | 213 м / сек        | 3.06 кг (Кумулятивный боеприпас) | 350 mm                      | 400 м          | 3X                           |
| M2 Carl Gustaf | 84 мм   | 310 м / сек        | 1.70 кг (Кумулятивный боеприпас) | 400 мм                      | 450 м          | 2X                           |
| LRAC F1        | 89 мм   | 300 м/сек          | 2.20 кг (Кумулятивный боеприпас) | 400 мм                      | 600 м          | Нет ист.                     |
| РПГ-7          | 85 мм   | 300 м/сек          | 2.25 кг (Кумулятивный боеприпас) | 750 мм                      | 500 м          | 2.7X                         |
| B-300          | 82 мм   | 280 м/сек          | 3.00 кг (Кумулятивный боеприпас) | 400 мм                      | 400 м          | Нет ист.                     |

## Противотанковые ракетные комплексы и комплексы управляемого вооружения

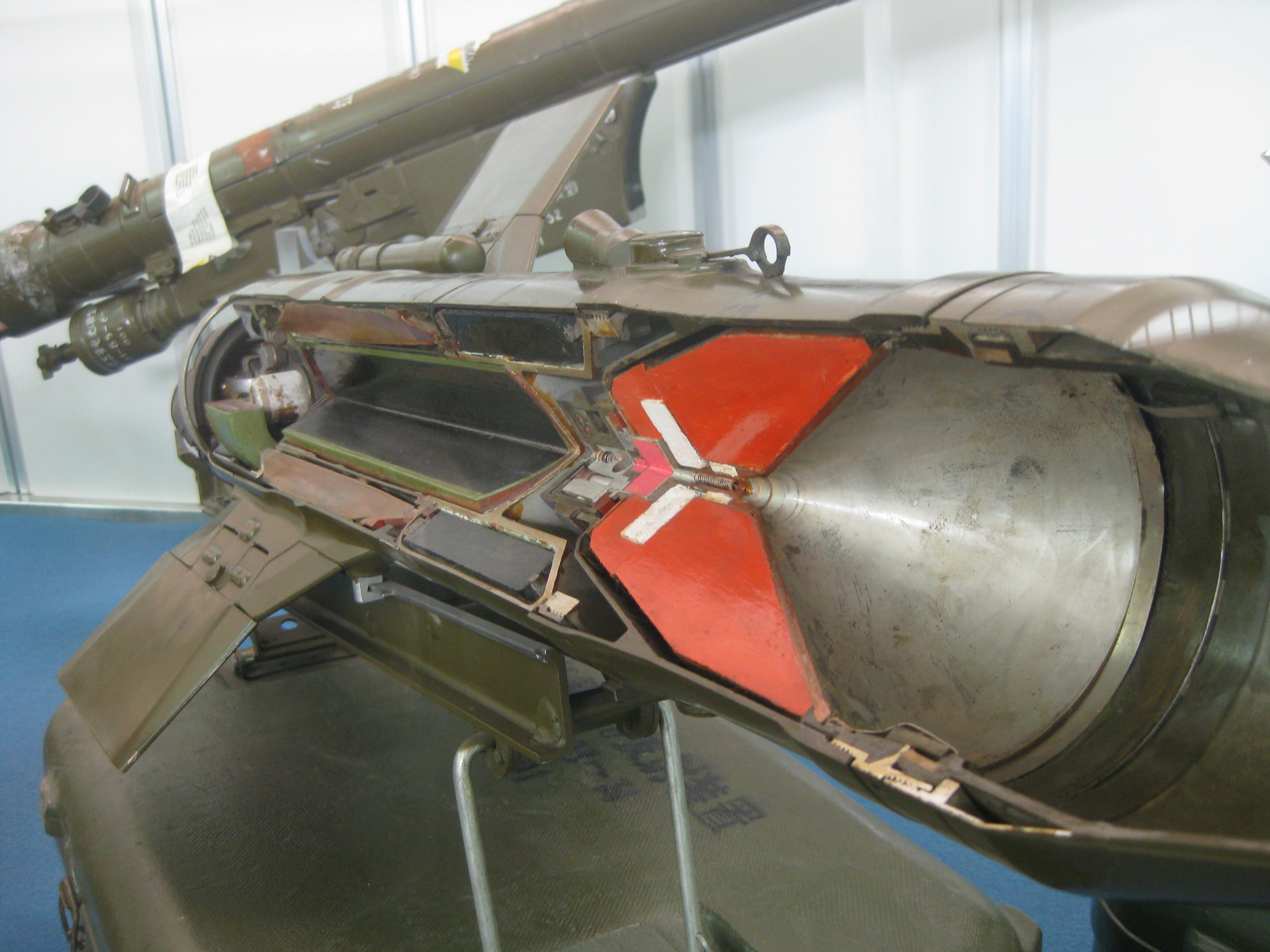
ПТУР из Китайского музея в разрезе

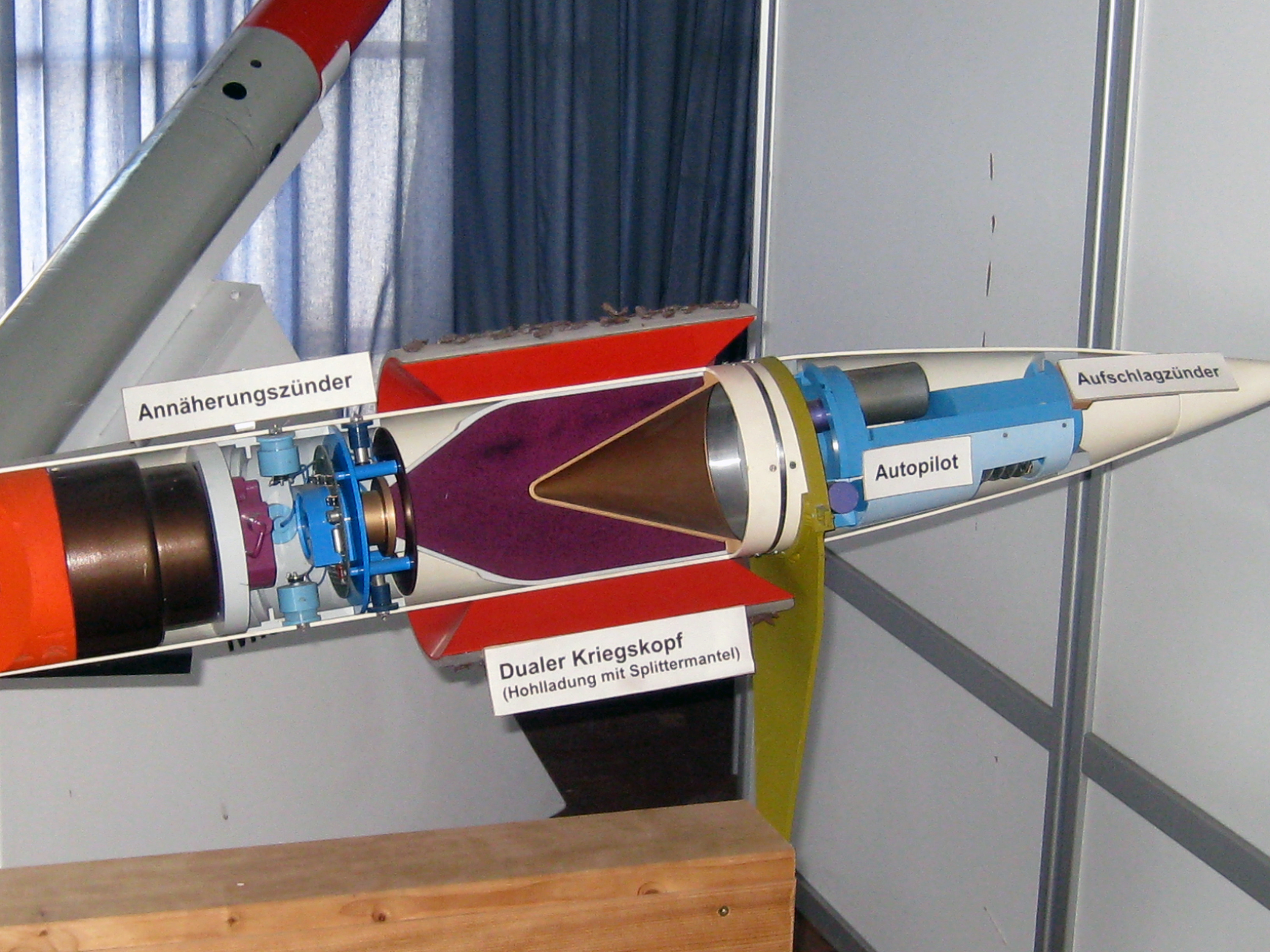
ADATS (англ. Air Defense Anti-Tank System — зенитная и противотанковая система) — американский самоходный ракетный комплекс

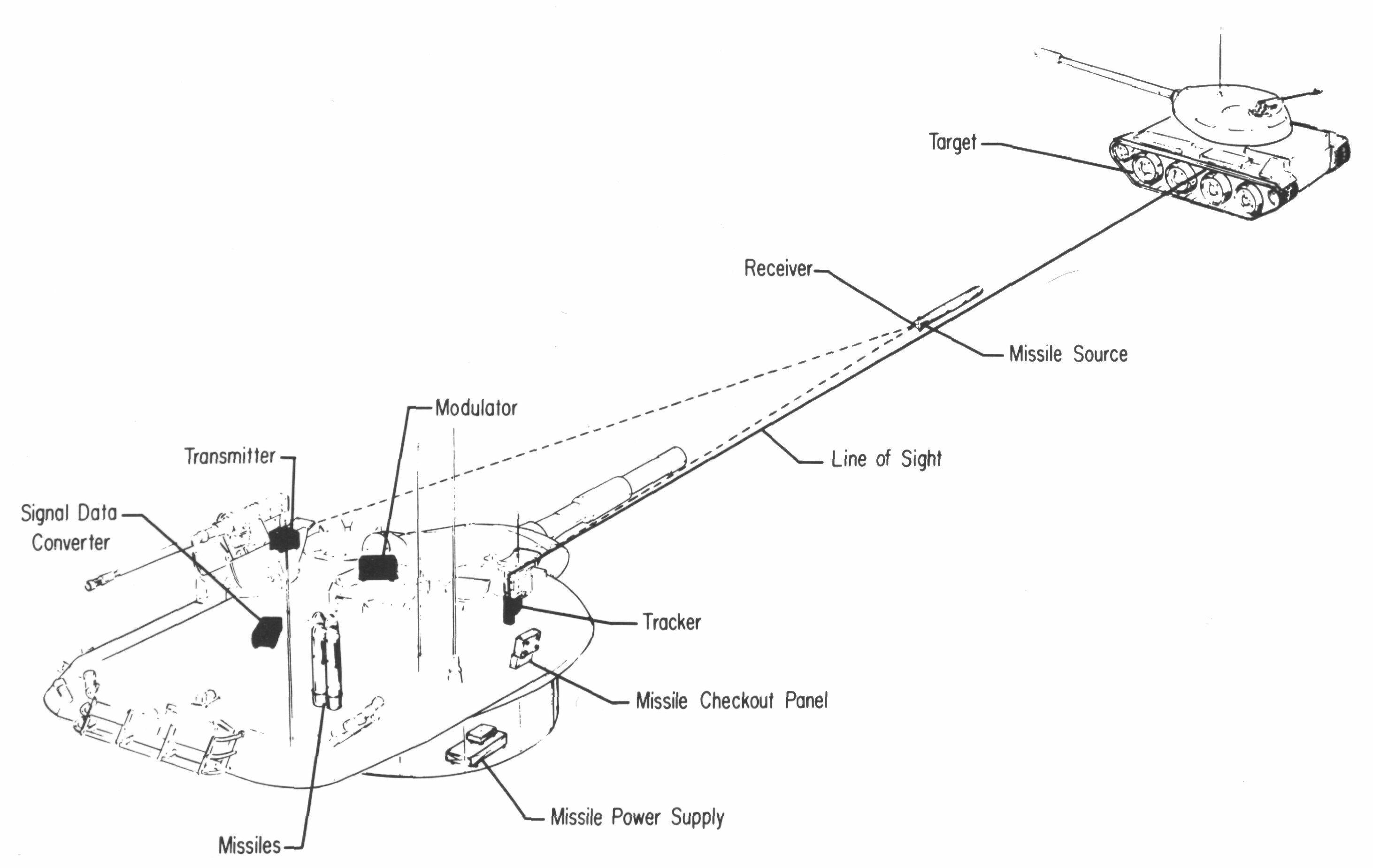
Схема КУРВ (Комплекс управляемого ракетного вооружения) «Шиллейла».
- В состав КУРВ входили:
- Управляемая противотанковая ракета MGM-51C с кумулятивной БЧ.
- Прибор наведения с ИК приёмником, встроенный в прицел наводчика.
- Блок формирования команд.
- Модулятор.
- ИК передатчик.
- Блок питания.
- Панель проверки и управления.

Первые ПТУР («Ротенкэпьхен» — «Красная шапочка») были разработаны в 1944—1945 годах в нацистской Германии в рамках программы создания «оружия возмездия». Свидетельств боевого применения этих ПТУР нет. Захваченные образцы были использованы победителями при разработке собственных образцов. Впервые ПТУР (SS.10, французского производства) были применены в боевых действиях против Египта в 1956 году. Управление осуществлялось по проводам. ПТУР с ручной системой наведения, оно же наведение по методу трёх точек (прицел — ракета — цель). После пуска и в течение всего полёта к цели ракета разматывала пару тонких проводов, по которым передавались команды управления. Команды управления передавались от джойстика на поверхности управления, т. н. интерцепторы или спойлеры, установленные на задних кромках крыльев ПТУРа. Интерцепторы представляли собой небольшие металлические пластины. Эти пластины колебались под воздействием электромагнитов. Слежение за ракетой было возможно по установленному на ней трассёру и в дневное время трассёр был виден практически только сзади и не демаскировал ракету. Шанс поразить цель у операторов доходил до 90 % на полигоне и примерно 66 % — в боевых условиях.
ПТУР первого поколения (SS-10, «Малютка») были крайне несовершенны и требовали высокой квалификации операторов, однако благодаря относительной компактности и высокой эффективности ПТУР привели к возрождению и новому расцвету узкоспециализированных «истребителей танков» — вертолётов, лёгких бронемашин и внедорожников, специализирующихся на уничтожении бронетехники противника при помощи ПТУР.
Примером является т. н. «война тойот» — последняя фаза чадско-ливийского конфликта, названная в честь Toyota Hilux, прочного рамного джипа, который использовали вооружённые силы Чада для мобильного перемещения войск в боях против ливийцев. Война закончилась в 1987 году полным поражением ливийцев, после того как Франция поставила в Чад 400 внедорожников марки Toyota, часть которых была оборудована противотанковым ракетным комплексом Милан. Именно эти внедорожники, которые и дали название «война тойот», сыграли решающую роль в победе Чада в данном конфликте.
Как в США, так и в СССР были разработаны уникальные танковые «комплексы управляемого вооружения» (КУВ или КУРВ: Комплекс Управляемого Ракетного Вооружения), представляющие собой ПТУР (в габаритах обычного танкового снаряда), запускаемые из танкового орудия. Аппаратура управления такой ПТУР интегрирована в прицельный комплекс танка. Ряд государств экспериментировали с разработкой прототипов ракетных танков (использующих только управляемые ракеты как основное вооружение). В частности, в Советском Союзе в период пребывания Никиты Хрущёва на посту генерального секретаря разрабатывалось несколько проектов ракетных танков, таких как Объект 287 и Объект 775. В 1968 году на вооружение армии СССР был принят ракетный истребитель танков ИТ-1, построенный на базе Т-62.
Уже в начале 1970-х годов он был снят с вооружения. Также проекты ракетных танков разрабатывались в Западной Германии.
Основным достоинством танковых ПТУР является бо́льшая, по сравнению с любым типом танкового вооружения, точность поражения целей, а также большая дальность прицельного огня. Это позволяет танку вести огонь по танку противника, оставаясь вне досягаемости его вооружения, с вероятностью поражения, превышающей таковую для современных танковых пушек на таком расстоянии. К существенным недостаткам КУВ и ПТРК относят 1) меньшую, чем у снаряда танковой пушки, среднюю скорость полёта ракеты и 2) чрезвычайно высокую стоимость выстрела. Примером может служить первая ПТРК третьего поколения «Javelin». Общая стоимость программы разработки и производства ПТРК «Javelin» составила 5 млрд долларов. В ценах 2013 года стоимость приближается к 100 тыс. долларов за ракету (по другим источникам даже 176 000$), что сравнимо со стоимостью единицы БТВ и становится самым дорогим комплексом ПТРК за всю историю создания и использования подобных комплексов. Стоимость же единицы современного одноразового гранатомета со сравнимой бронепробиваемостью составляет лишь несколько тысяч долларов.
Вооружённые силы многих стран масштабно переходят с ПТРК второго поколения (наведение в полуавтоматическом режиме) на комплексы третьего поколения, реализующие принцип «выстрелил-забыл». Также существуют и комбинированные варианты этих типов ракет: например во время гражданской войны в Ливии отряды мятежников применяли российские самоходные ПТРК коломенской разработки «Хризантема-С» дальностью до шести километров, которые использовали комбинированную систему наведения — автоматическую радиолокационную в миллиметровом диапазоне с наведением ракеты в радиолуче и полуавтоматическую с наведением ракеты с подсветкой цели лучом лазера.
Перспективы развития ПТУР связаны с переходом к системам «выстрелил — забыл», повышению помехозащищённости канала управления, поражению бронетехники в наименее защищённые части (тонкая верхняя броня).

### Сравнительная характеристика
| Общие сведения и сравнительная тактико-техническая характеристика ПТРК НАТО конца 1950-х — начала 1960-х годов | Общие сведения и сравнительная тактико-техническая характеристика ПТРК НАТО конца 1950-х — начала 1960-х годов | Общие сведения и сравнительная тактико-техническая характеристика ПТРК НАТО конца 1950-х — начала 1960-х годов | Общие сведения и сравнительная тактико-техническая характеристика ПТРК НАТО конца 1950-х — начала 1960-х годов | Общие сведения и сравнительная тактико-техническая характеристика ПТРК НАТО конца 1950-х — начала 1960-х годов | Общие сведения и сравнительная тактико-техническая характеристика ПТРК НАТО конца 1950-х — начала 1960-х годов | Общие сведения и сравнительная тактико-техническая характеристика ПТРК НАТО конца 1950-х — начала 1960-х годов | Общие сведения и сравнительная тактико-техническая характеристика ПТРК НАТО конца 1950-х — начала 1960-х годов | Общие сведения и сравнительная тактико-техническая характеристика ПТРК НАТО конца 1950-х — начала 1960-х годов | Общие сведения и сравнительная тактико-техническая характеристика ПТРК НАТО конца 1950-х — начала 1960-х годов |
| Комплекс | Страна | Страна | Масса ПТУР, кг                                                                                                 | Масса БЧ, кг                                                                                                   | Длина, мм | Диаметр, мм | Размах, мм | Дальность, м                                                                                                   | Скорость, м/с                                                                                                  |
| --- | --- | --- | --- | --- | --- | --- | --- | --- | --- |
| Bantam | Швеция | Швеция | 6 | 1,4 | 838 | 109 | 401 | 305…1980 | 85 |
| COBRA | Швейцария | Швейцария | 9,5 | 2,5 | 1067 | 99 | 482,5 | 500…1600 | 85 |
| Entac | Франция | Франция | 12 | 4,5 | 828 | 140 | 381 | ?…1770 | 85 |
| Malkara | Австралия | Австралия | 93,4 | 27,2 | 1930 | 203 | 787,5 | 305…1830+ | 179 |
| Mosquito | Швейцария | Швейцария | 12 | 3,3 | 1120 | 119,5 | 599,5 | 365…2010 | 94 |
| Python | Великобритания                                                                                                 | Великобритания                                                                                                 | 36,3 | 13,6 | 1524 | 152,5 | 610 | не разглашались                                                                                                | не разглашались                                                                                                |
| SS.10 | Франция | Франция | 15 | 5 | 861 | 165 | 749 | 300…1600 | 80 |
| SS.11 | Франция | Франция | 29 | 7,9 | 1166 | 165 | 500 | 500…3500 | 190 |
| Vigilant | Великобритания                                                                                                 | Великобритания                                                                                                 | 14 | 5,4 | 1067 | 114 | 279,5 | 150…1370 | 152 |
| Источники информации - Missiles 1960 by W. T. Gunston // Flight International : Official Organ of the Royal Aero Club. — London: Iliffe Transport Publications, 4 November 1960. — Vol. 78 — No. 2695 — P. 734. - Missiles 1961 by W. T. Gunston // Flight International : Official Organ of the Royal Aero Club. — London: Iliffe Transport Publications, 2 November 1961. — Vol. 80 — No. 2747 — P. 718. - Missiles 1962 by W. T. Gunston // Flight International : Official Organ of the Royal Aero Club. — London: Iliffe Transport Publications, 8 November 1962. — Vol. 82 — No. 2800 — P. 766. - Foreign Firms Seek Antitank Sales by Bernard Poirier // Missiles and Rockets : The Missile & Space Weekly. — Washington, D.C.: American Aviation Publications, November 28, 1960. — Vol. 7 — No. 22 — P. 20-21. | | | | | | | | | |

## Бронепробиваемость и поражающие факторы кумулятивных боеприпасов

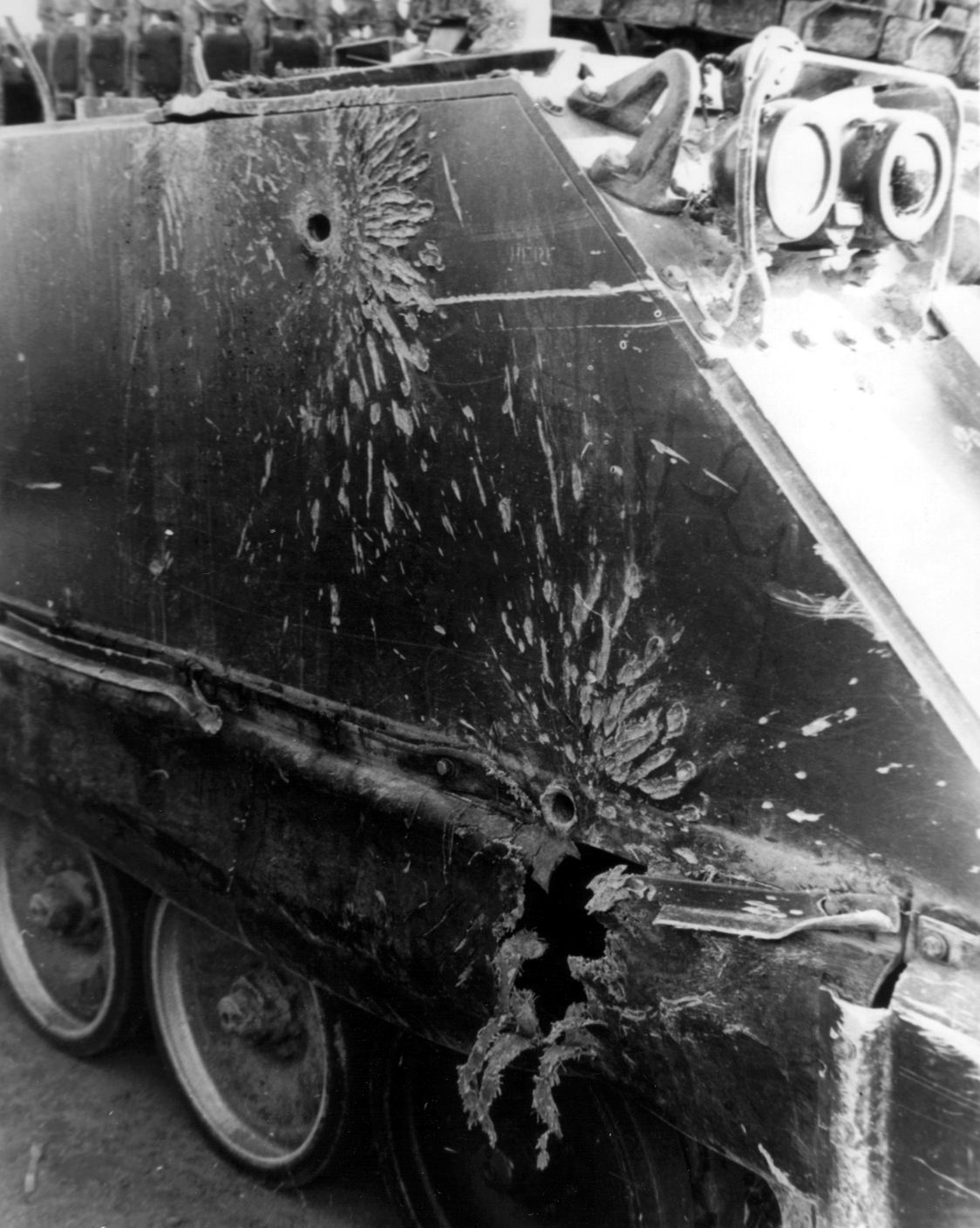
Характер поражения алюминиевой брони БТР М113 (США) при контактном подрыве 57-мм кумулятивной гранаты безоткатного орудия. Сквозное пробитие бортовой брони толщиной 38 мм

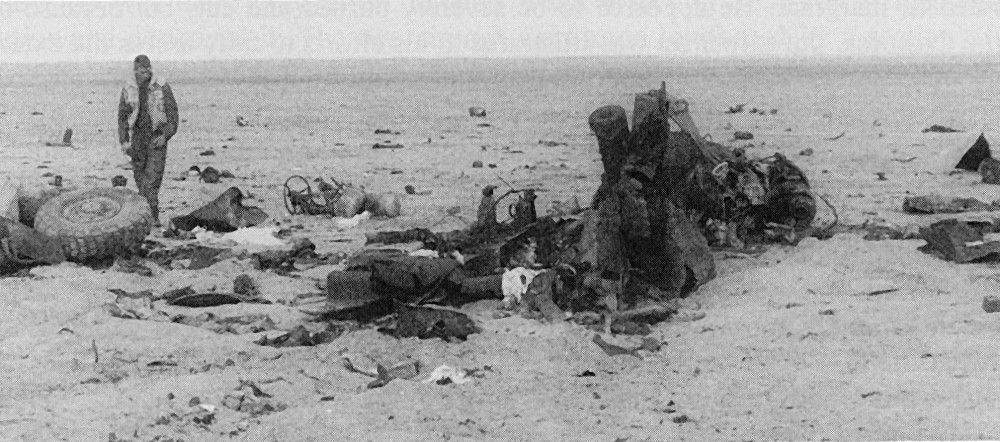
Обломки LAV-25, уничтоженного случайным попаданием ПТУР «TOW» во время операции «Буря в пустыне»

По бронепробиваемости валовые кумулятивные боеприпасы примерно равноценны современным кинетическим боеприпасам, но принципиально могут иметь значительные преимущества по бронепробиваемости перед кинетическими снарядами, пока не будут существенно (более чем до 4000 м/c) увеличены начальные скорости последних или удлинение сердечников БОПС.
Для калиберных кумулятивных боеприпасов можно употреблять понятие «коэффициента бронепробиваемости», выражающегося в отношении бронепробиваемости к калибру боеприпасов. Коэффициент бронепробиваемости у современных кумулятивных боеприпасов может достигать 6-7,5 клб. Перспективные кумулятивные боеприпасы, снаряжённые специальными мощными ВВ, снабжённые облицовкой из материалов типа обедненного урана, тантала и пр., могут иметь коэффициент бронепробиваемости до 10 клб. и более. Кумулятивные боеприпасы имеют и недостатки по бронепробиваемости, например недостаточное заброневое действие при работе на пределах бронепробиваемости, возможность разрушения или расфокусировки кумулятивной струи, достигаемые различными и часто достаточно простыми способами обороняющейся стороной.
По обзору исследований кумулятивных боеприпасов, сделанному Виктором Мураховским, поражение защищённой цели достигается действием короткой кумулятивной струи небольшого диаметра, но за счет этого создающего давление в несколько тонн на квадратный сантиметр, что превышает предел текучести металлов и пробивает небольшое отверстие около 80 мм в броне. Весь наблюдаемый визуально взрыв кумулятивного заряда происходит до брони и избыточное давление и температура не могут проникнуть через небольшое отверстие и не являются основными поражающими факторами. Устанавливаемые внутри танков датчики давления и температуры не фиксируют существенного фугасного или термического воздействия после пробивания брони кумулятивной струей. Основной поражающий фактор кумулятивного заряда — это отрываемые осколки и капли брони. Несмотря на относительно слабое заброневое действие, кумулятивные боеприпасы гранатометов при попадании в башню, как правило, убивают одного или более членов экипажа бронемашины, могут вывести из строя вооружение, подорвать боекомплект. Попадание в моторное отделение делало машину неподвижной мишенью, а если на пути кумулятивной струи оказывались топливопроводы, происходило воспламенение. Если кумулятивная струя и капли брони не поражают людей и пожаро-/взрывоопасное оборудование танка, то в целом прямое попадание даже мощного кумулятивного заряда может не вывести из строя бронемашину.
Тяжёлые ПТУР (типа 9М120 «Атака», «Хеллфайр») при попадании в бронированные машины лёгкого класса с противопульной защитой своим синергетическим действием могут уничтожить не только экипаж, но и частично или полностью разрушить машины. Синергетический эффект достигается сочетанием кумулятивной струи и фугасного действия заряда на тонкобронных и непрочных преградах, что приводит к конструкционному разрушению материала, обеспечивая затекание продуктов взрыва за преграду. С другой стороны, воздействие большинства носимых ПТС на ББМ (при отсутствии детонации боеприпасов ББМ) не столь критично — здесь наблюдается обычный эффект заброневого действия кумулятивной струи, а поражения экипажа избыточным давлением не происходит. Пехотные ПТУРы третьего поколения могут вести огонь только по целям в прямой видимости, что может поставить под сомнение их преимущества перед ПТРК 2-го поколения (Метис-М, Корнет) на дистанциях больше 1000 метров. Но при этом нужно учитывать, что на такой дистанции ручные гранатометы способны поражать только легко бронированные цели. Для поражения современных танков необходима тяжёлая граната с дальностью применения около 200 метров, к тому же большинство из них испытывает проблемы с поражением современных танков в лобовую проекцию, что крайне затрудняет их применение.
Согласно гидродинамической теории М. А. Лаврентьева, пробивное действие кумулятивного заряда с конической воронкой:
b=L*(Pc/Pп)^0,5
где b-глубина проникновения струи в преграду, L — длина струи, равная длине образующей конуса кумулятивной выемки, Рс — плотность материала струи, Рп — плотность преграды.
Длина струи L:
L=R/sinA, где R-радиус заряда, А-угол между осью заряда и образующей конуса.
Однако в современных боеприпасах применяются различные меры для осевого растяжения струи (воронка с переменным углом конусности, с переменной толщиной стенок) и бронепробиваемость современных боеприпасов может превышать 9 диаметров заряда.

## Эволюция броневой защиты

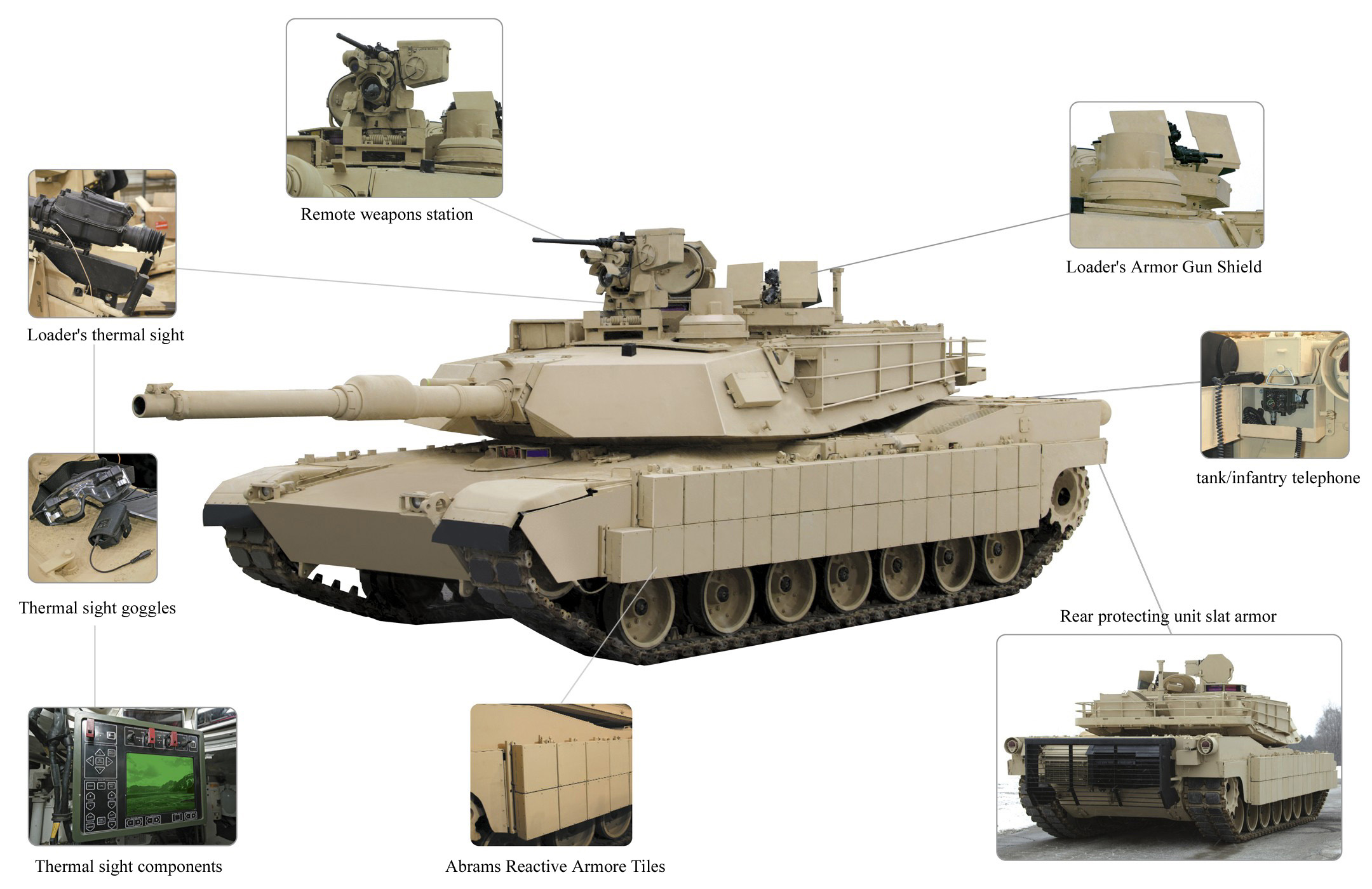
Танковый городской спасательный комплект

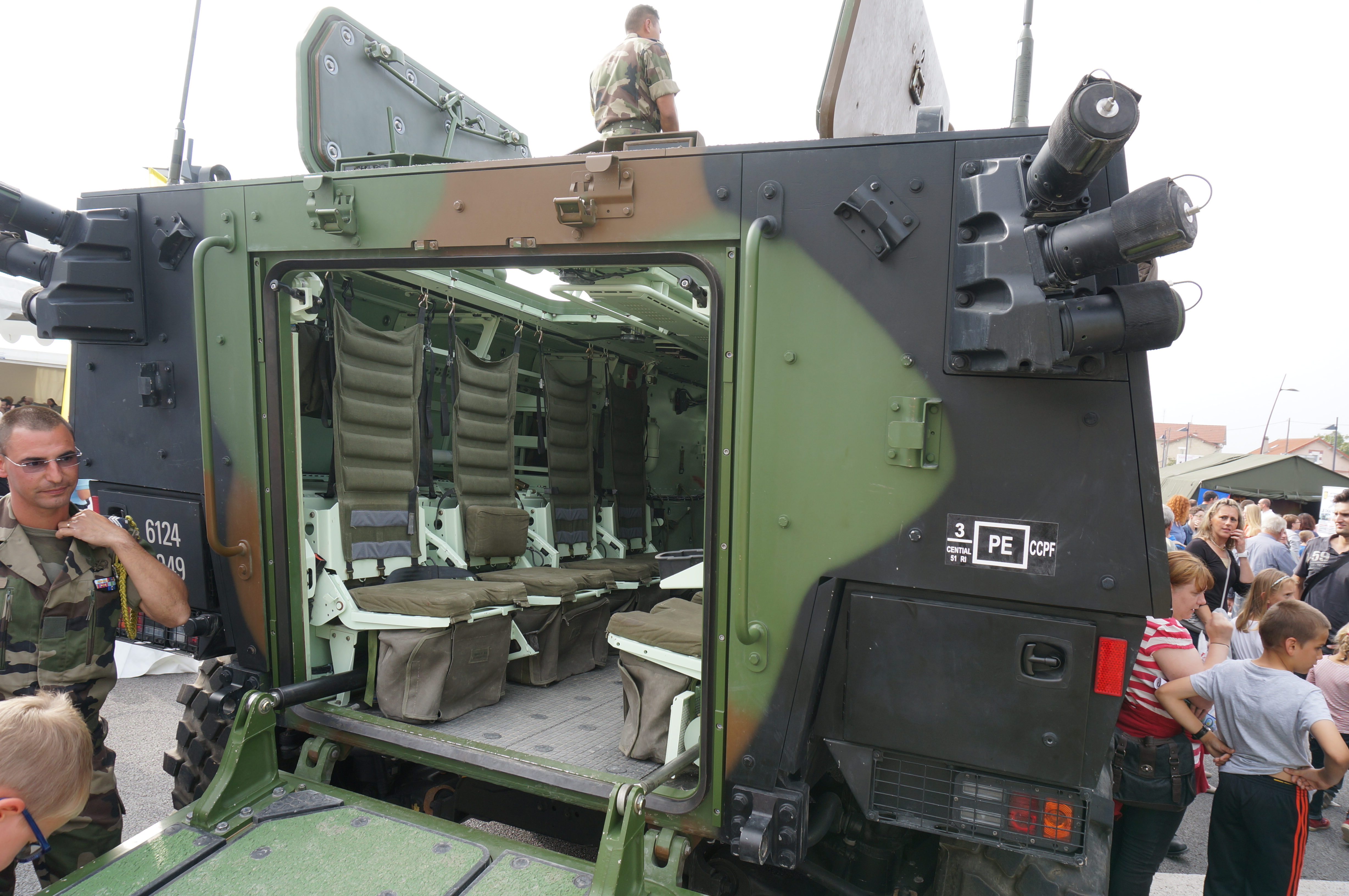
Десантное отделение БМП VBCI (Франция). Внутренние поверхности боевого отделения БМП покрыты тканевыми матами (подбоем) из ПКМ (на внутренних поверхностях крышек люка и откидной аппарели).

Ответ для парирования угрозы со стороны кумулятивных средств поражения был найден в создании многослойной комбинированной брони с более высокой, по сравнению с гомогенной стальной бронёй, противокумулятивной стойкостью, содержащей материалы и конструктивные решения, в совокупности обеспечивающие повышенную струегасящую способность бронезащиты. Позднее, в 1970-х годах, на Западе были приняты на вооружение и получили распространение бронебойные оперенные подкалиберные снаряды 105 и 120-мм танковых пушек с сердечником из тяжелого сплава. Обеспечение защиты от них оказалось значительно более сложной задачей.
На серийных танках комбинированная броня различных схем появилась в 1979—1980 гг. на танках «Леопард 2» и «Абрамс» и с 80-х годов стала стандартом в мировом танкостроении. В США комбинированная броня для бронекорпуса и башни танка «Абрамс», под общим обозначением «Special Armor», отражавшим гриф секретности проекта, или «Burlington», была разработана Лабораторией баллистических исследований (BRL) к 1977 году, включала в себя керамические элементы, и была рассчитана на защиту как от кумулятивных боеприпасов (эквивалентная толщина по стали не хуже 600…700 мм), так и бронебойных оперённых снарядов типа БОПС (эквивалентная толщина по стали не хуже 350…450 мм) и на последующих серийных модификациях последовательно наращивалась. В конструкции бронекорпуса и башни танка «Леопард 2» используется комбинированная броня «третьего поколения», первоначально (1970-е гг.) созданная на базе брони типа «Чобэм» и бортовые экраны из армированной резины. Внутренние поверхности боевого отделения танка покрыты тканевыми матами (подбоем) из высокопрочного арамидного волокна. Их назначение — уменьшение энергетики и угла разлета конуса заброневых осколков, образующихся при пробитии брони.
Из-за высокой по сравнению с гомогенной бронёй стоимости и необходимости применения броневых преград большой толщины и веса для защиты от современных кумулятивных боеприпасов, применение комбинированной брони ограничивается основными боевыми танками и, реже, основным или навесным дополнительным бронированием БМП и других лёгких бронемашин.
- Основные сравнительные характеристики существующих серийных систем динамической защиты

|                                                                   | СССР «Контакт-1»                       | Израиль Super Blazer  | Китай Type ERA-III   | СССР «Контакт-5»                               | ! Россия «Реликт»                                            | Украина «Нож»                                                   |
| Производитель                                                     | НДИ Стали                              | Rafael                | Norinco              | НДИ Стали                                      | НДИ Стали                                                    | БЦКТ «МИКРОТЕК»                                                 |
| Тип защиты                                                        | противокумулятивный                    | противокумулятивный   | противокумулятивный  | универсальный                                  | универсальный                                                | универсальный                                                   |
| Взаимодействие с тандемной БЧ                                     | нет                                    | нет                   | да                   | нет                                            | да                                                           | да                                                              |
| Принцип действия                                                  | выброс пластин                         | выброс пластин        | выброс пластин       | выброс пластин / взаимодействие с поверхностью | выброс пластин / взаимодействие с поверхностью               | направленное воздействие кумулятивного струи и продуктов взрыва |
| Снижение характеристик кумулятивных средств поражения             | 50-80 % (до 500 мм)                    | 30-60 %               | 70 %                 | 50-80 %                                        | до 90 %                                                      | до 90 %                                                         |
| Снижение характеристик Бронебойный оперенный подкалиберный снаряд | нет                                    | нет                   | нет                  | > 20 %                                         | > 50 %                                                       | > 90 % (по утверждению разработчиков)                           |
| Снижение характеристик средств поражения типа «ударное ядро»      | нет                                    | нет                   | нет                  | нет                                            | нет                                                          | да                                                              |
| Использование на машинах легкой категории                         | нет                                    | нет                   | нет                  | нет                                            | нет                                                          | да                                                              |
| Принцип размещения                                                | отдельные контейнеры                   | отдельные контейнеры  | отдельные контейнеры | секционный                                     | секционный                                                   | модульный                                                       |
| Техника, на которой используется                                  | Т-64БВ, Т-80БВ, Т-72Б, Т-55АМВ, Т-62МВ | М60, М48, «Центурион» | Тип-59               | Т-90(С/А/СА), Т-72 (1989)Т-72БА, Т-72Б3, Т-80У | Т-72Б2 «Рогатка», Объект 199 «Рамка», Т-90М(АМ, СМ), Т-72Б3М | Т-64БМ «Булат», БМ «Оплот»                                      |